# Llista del Patrimoni de la Humanitat d'Àsia i Oceania
La llista del Patrimoni de la Humanitat a l'Àsia i Oceania és un índex dels béns culturals i naturals declarats Patrimoni de la Humanitat per la UNESCO a l'Àsia i Oceania organitzats per estats i territoris. Al començament de cada un dels béns s'indica l'any en què foren declarats Patrimoni de la Humanitat; si hi ha més d'una data vol dir que s'ha produït una rectificació (normalment una ampliació) dels béns llistats originàriament. Els marcats amb un asterisc (∗) també estan inclosos dins la llista del Patrimoni de la Humanitat en perill.

## Patrimoni transfronterer
- 2003: La conca de l'Uvs Nuur (compartit entre Mongòlia i la Federació Russa).
- 2014: La Ruta de la Seda: la xarxa viària del corredor Chang'an-Tianshan (compartit entre el Kazakhstan, el Kirguizstan i la Xina).
- 2016: L'obra arquitectònica de Le Corbusier (compartit entre França, Alemanya, Argentina, Bèlgica, Índia, Japó i Suïssa).
- 2016: El Tianshan Occidental (compartit entre el Kazakhstan, el Kirguizstan i l'Uzbekistan).

## Patrimoni classificat per estats i territoris

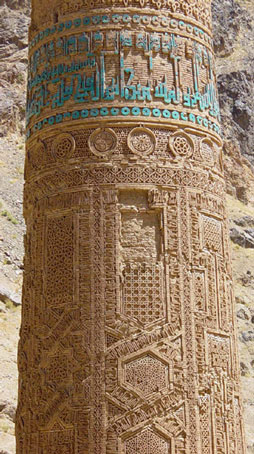
El minaret de Jam

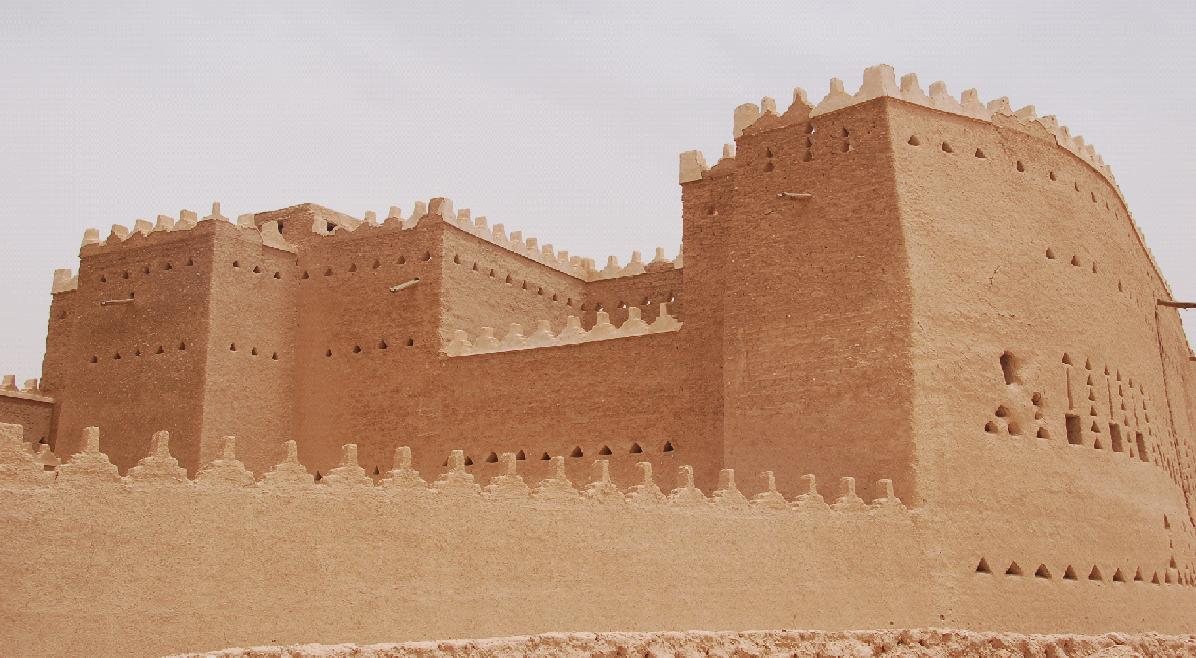
El palau de Saad ibn Saüd a ad-Dir'iyah

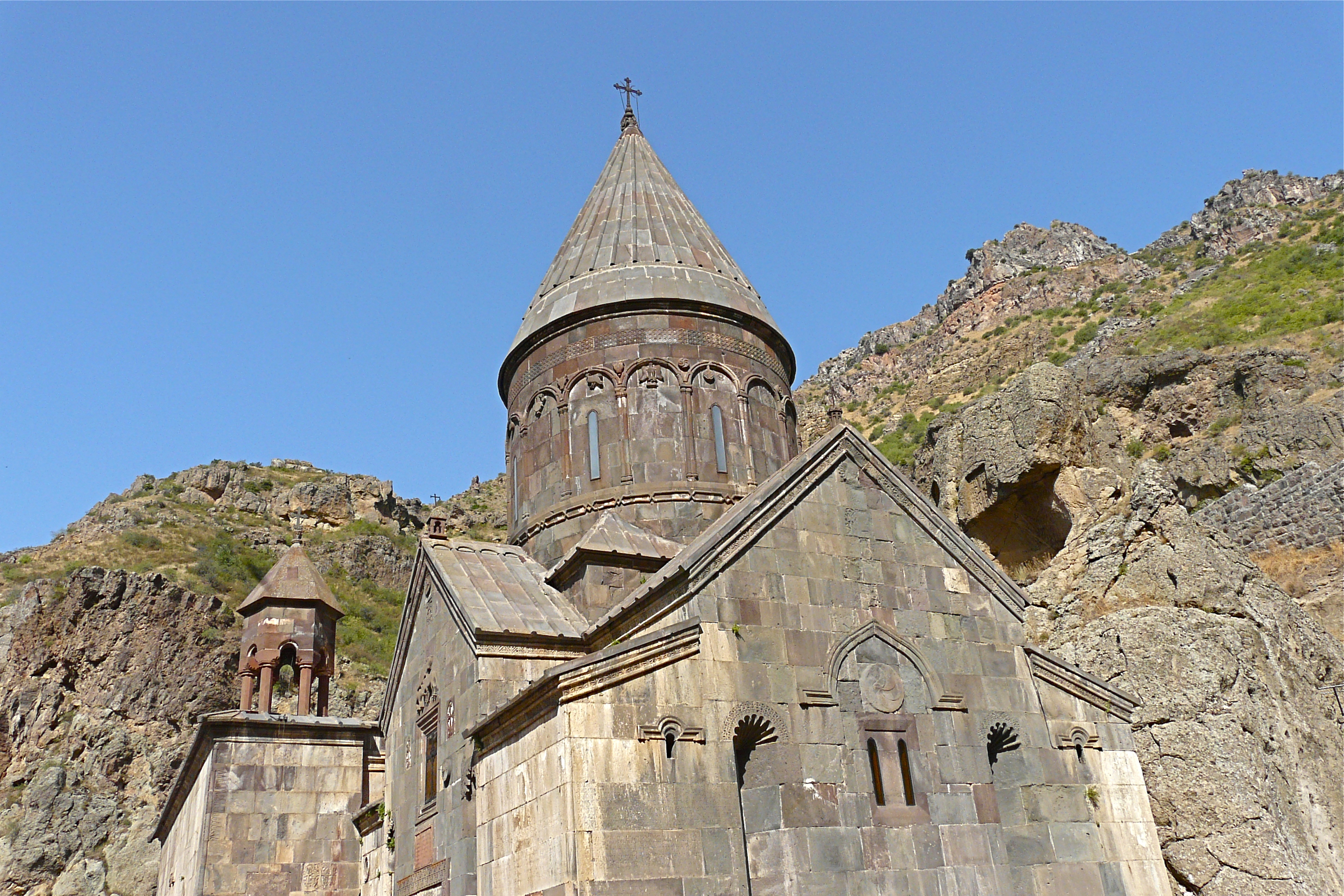
El monestir de la Llança

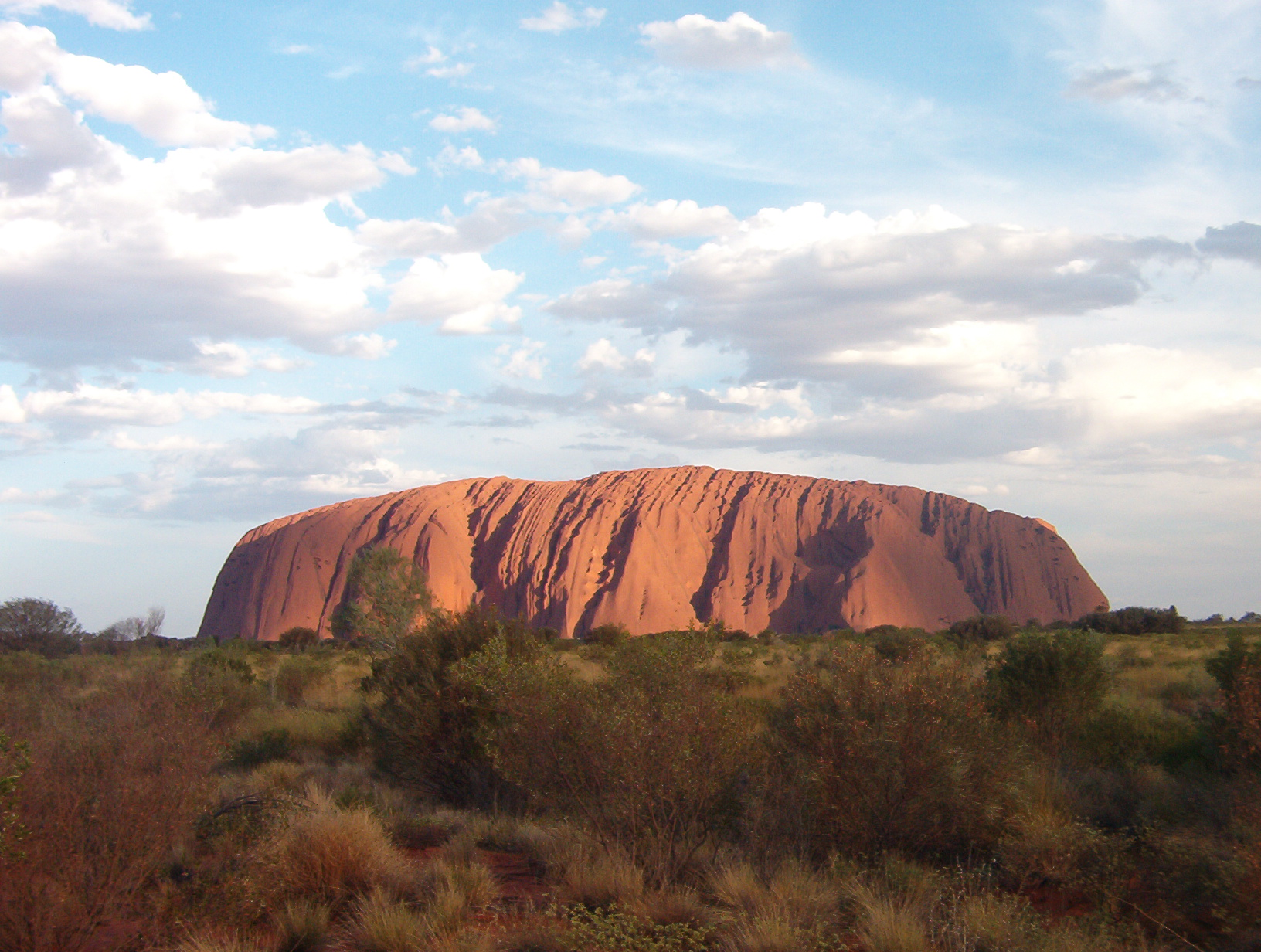
Ayers Rock, al parc nacional d'Uluru-Kata Tjuta

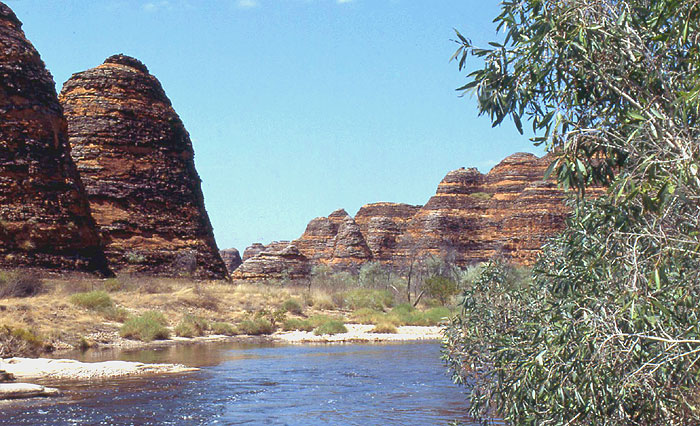
El parc nacional de Purnululu

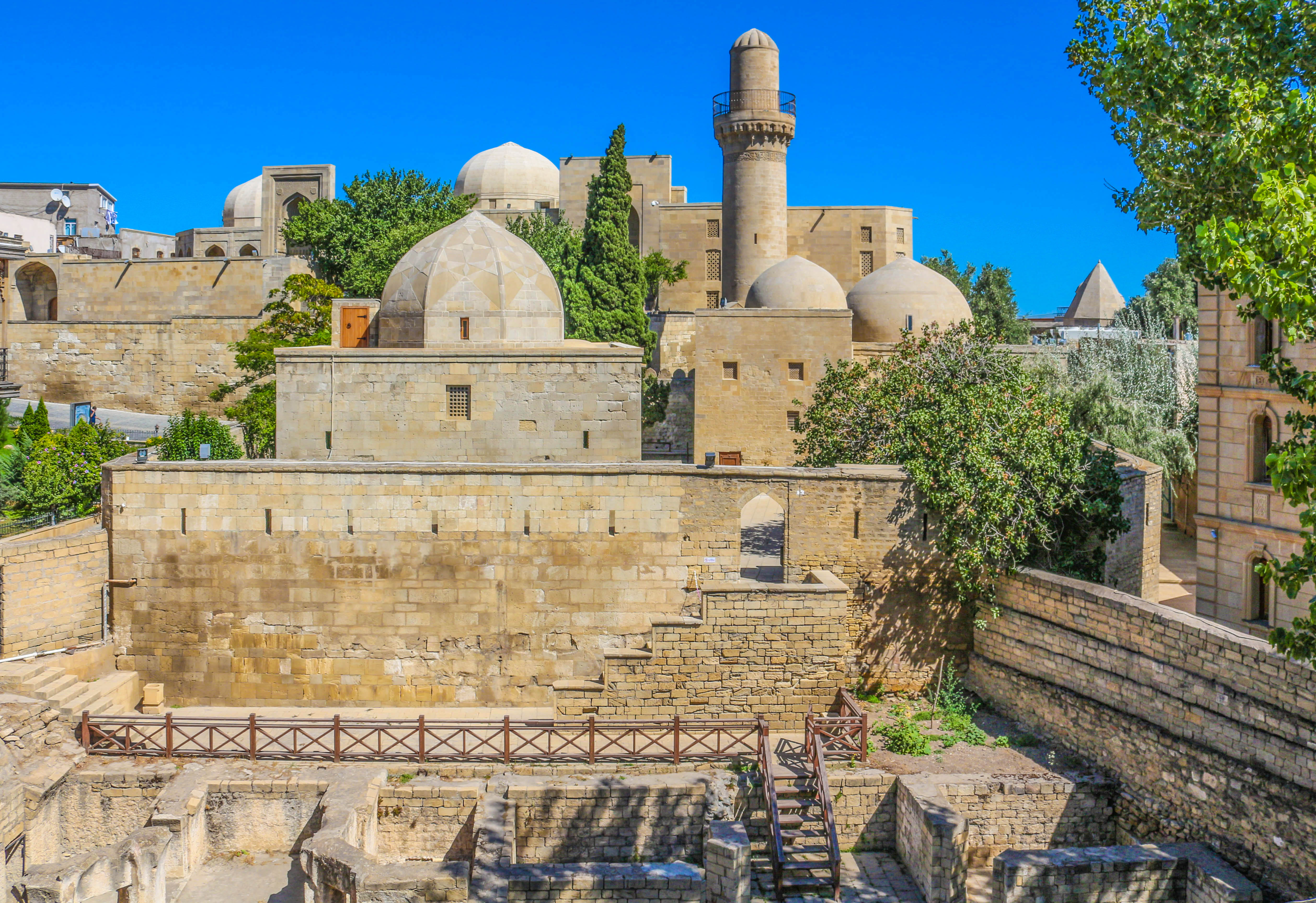
El palau dels Xirvanxàs, a Bakú

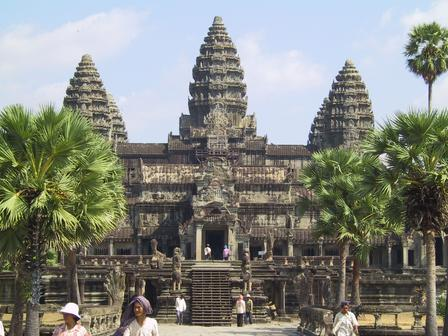
Temple a Angkor

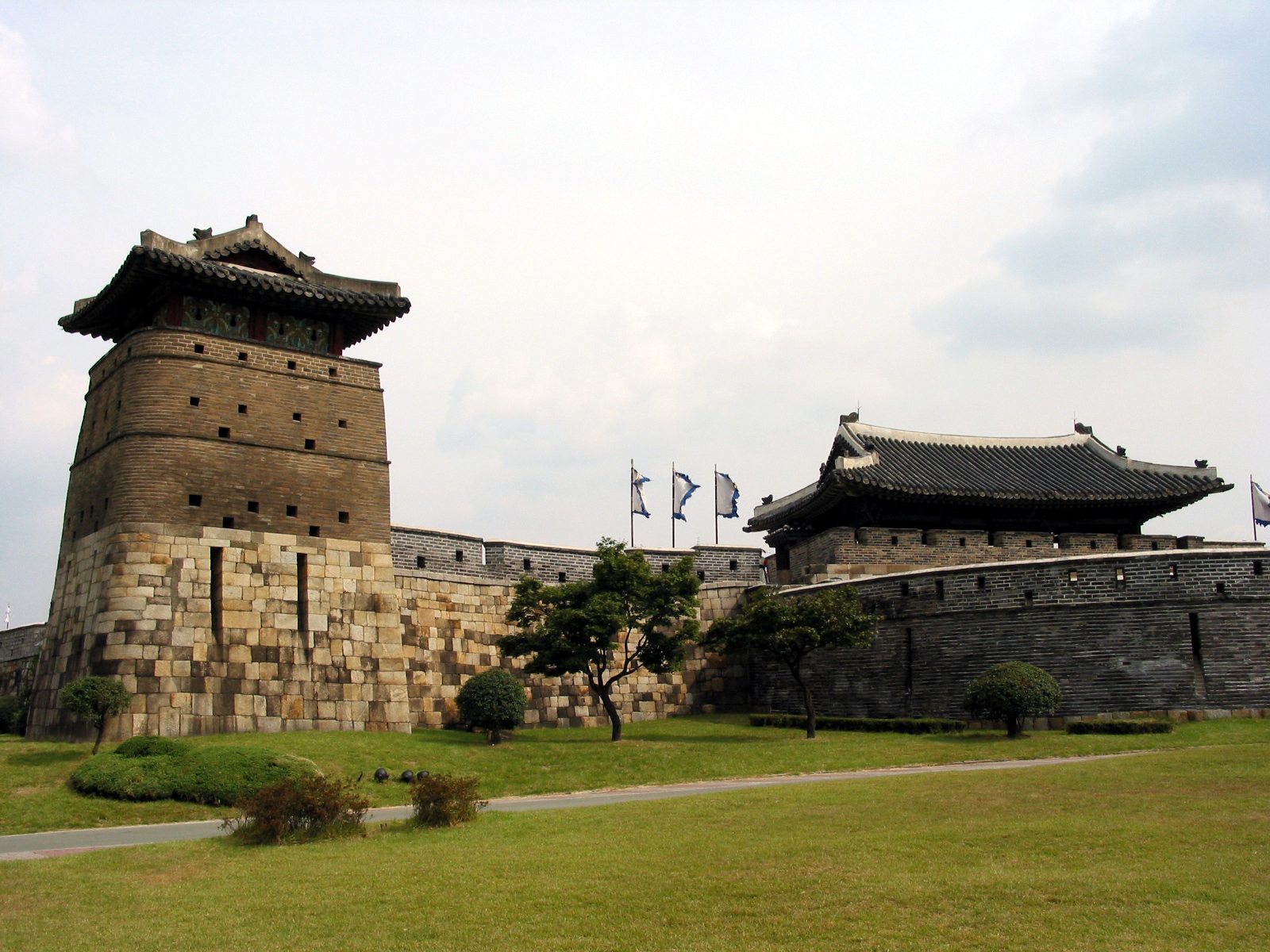
La fortalesa de Hwaseong

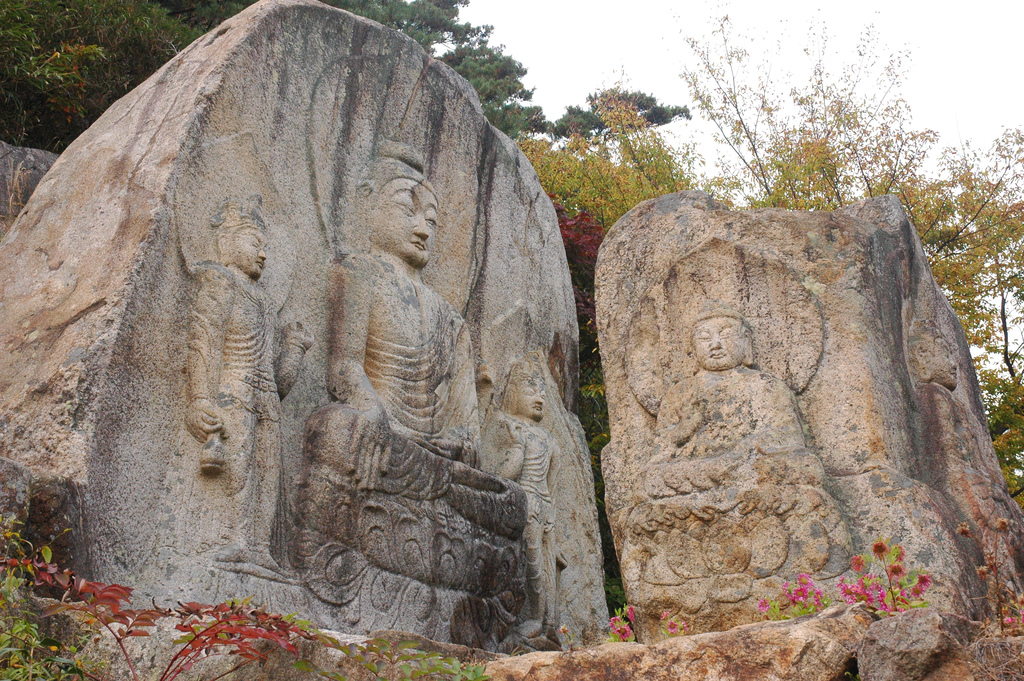
Budes de Namsan, a Gyeongju

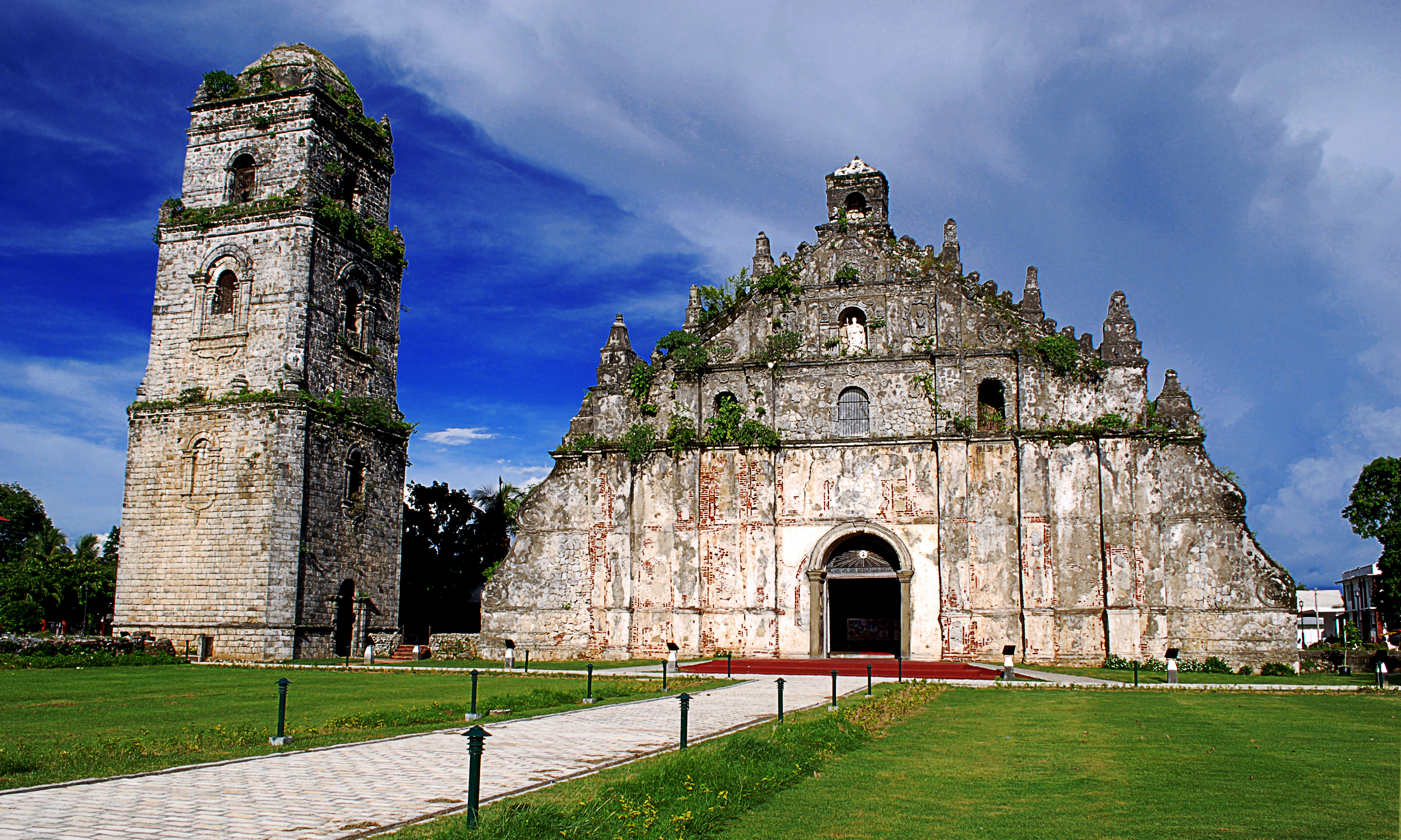
Església barroca de Paoay

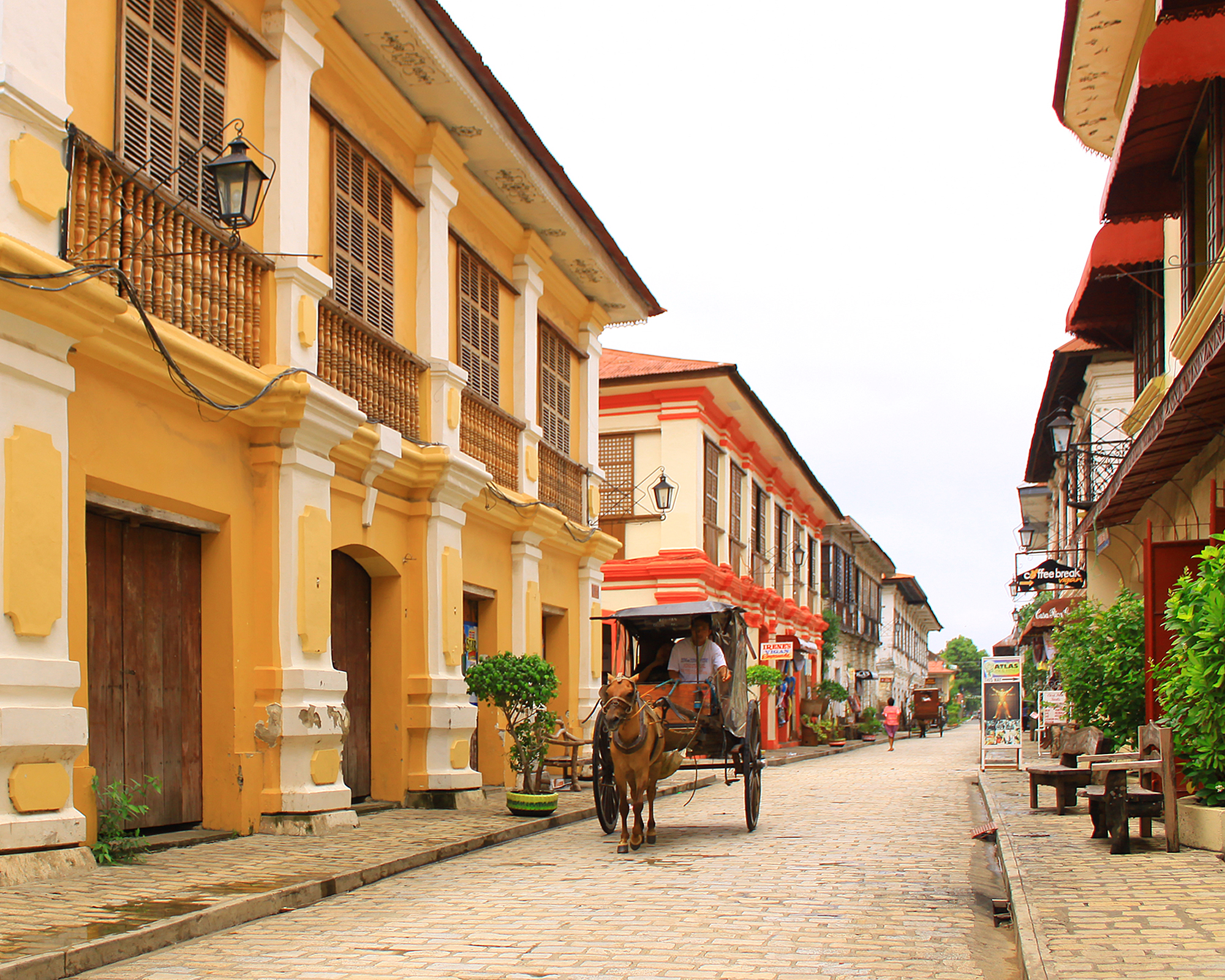
La ciutat històrica de Vigan

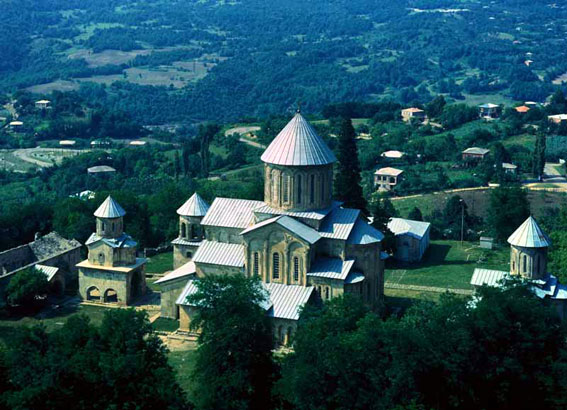
El monestir de Geluati, a Kutaissi

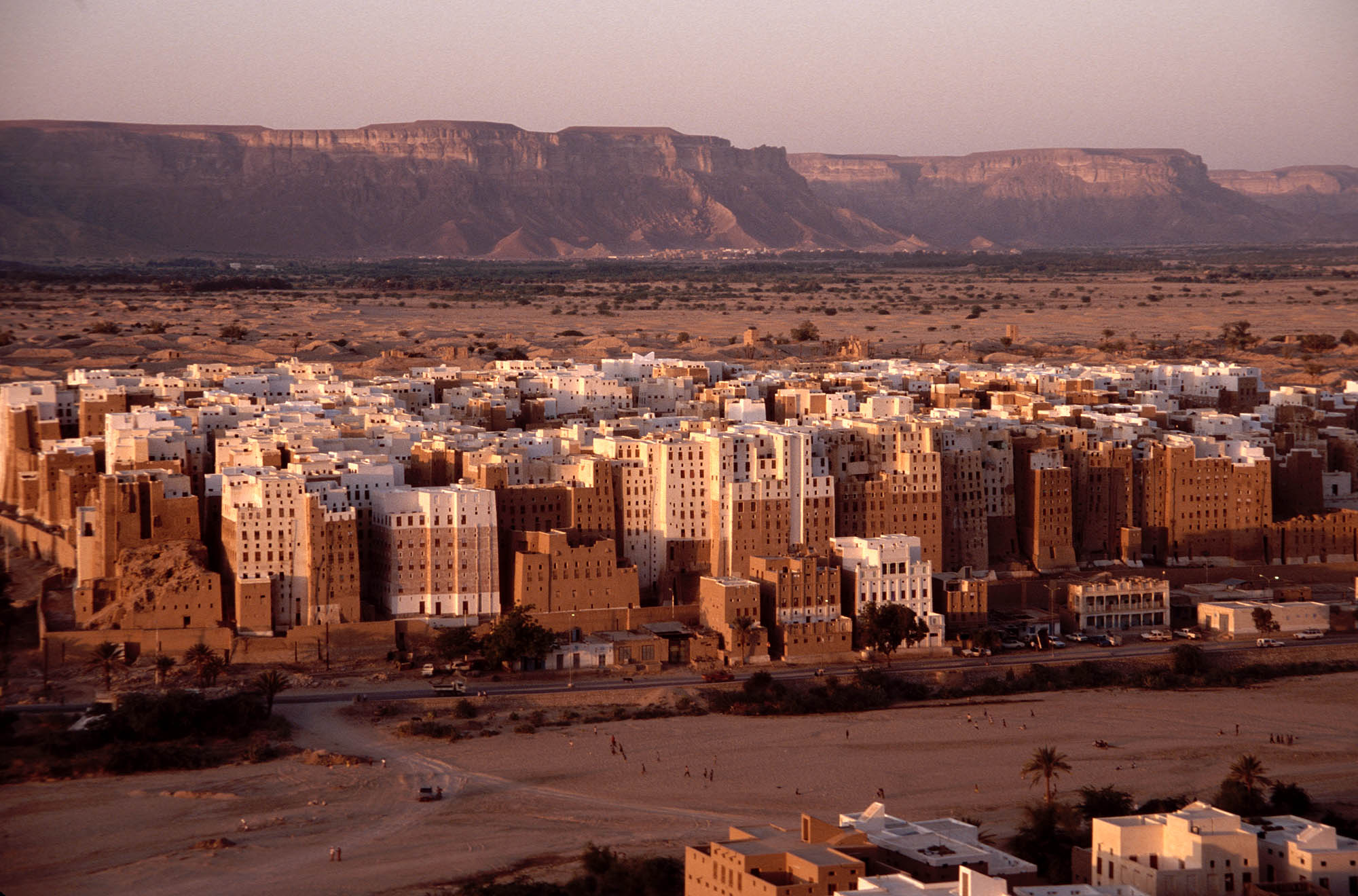
La ciutat emmurallada de Xibam

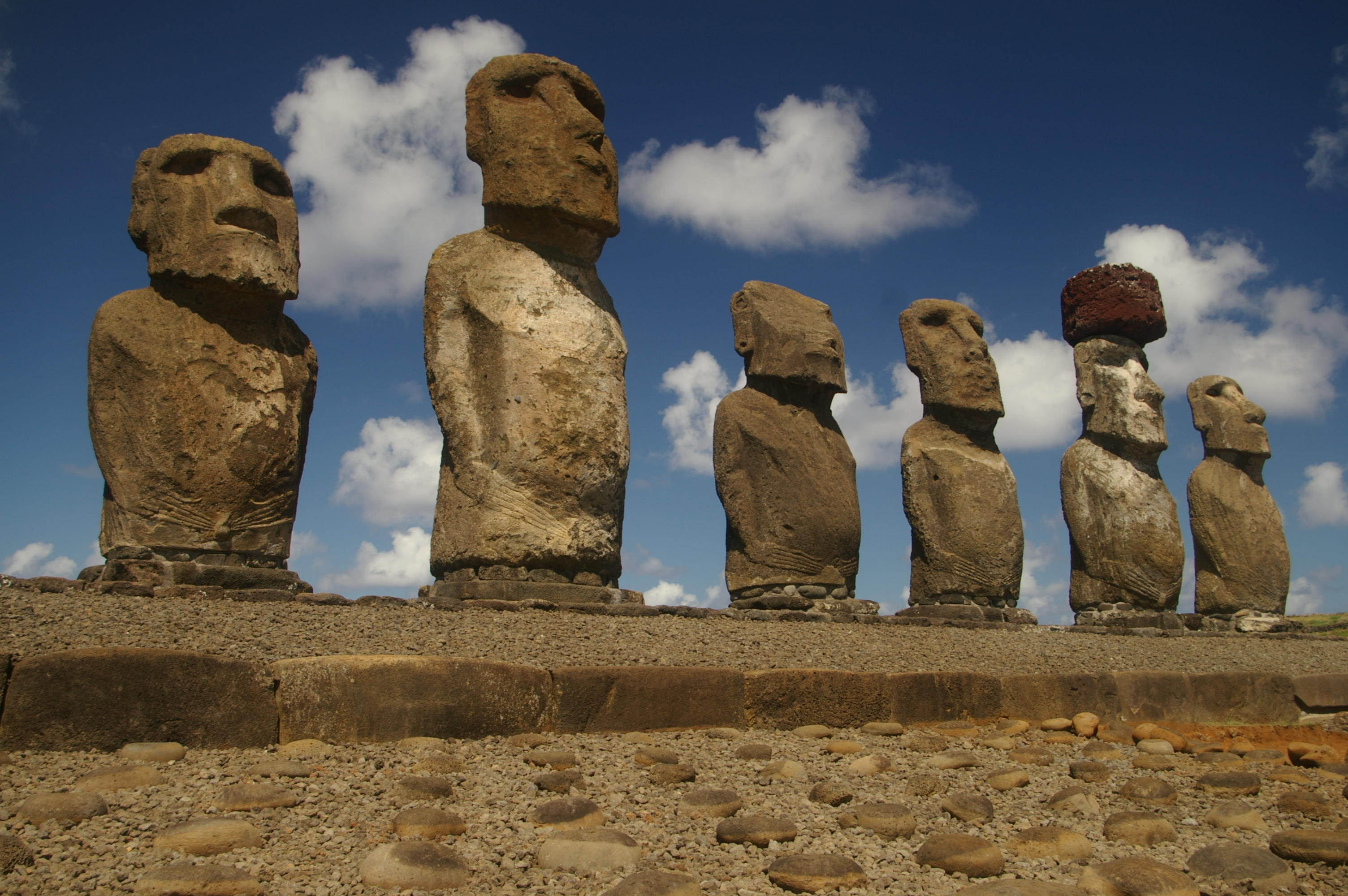
Moais de l'illa de Pasqua

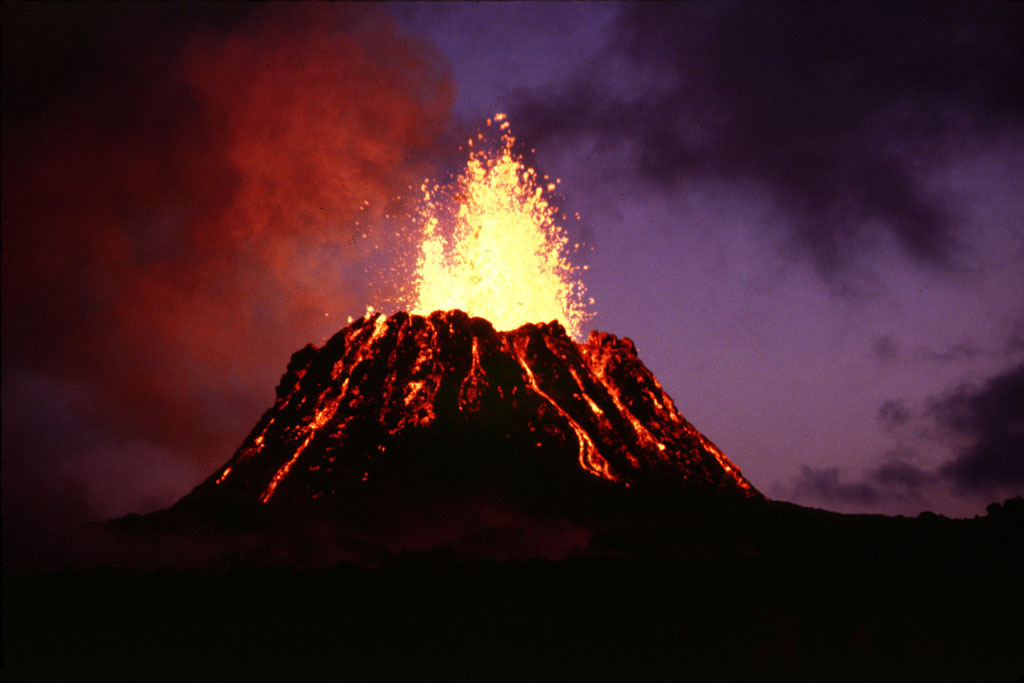
El volcà Puu Oo, a Hawaii

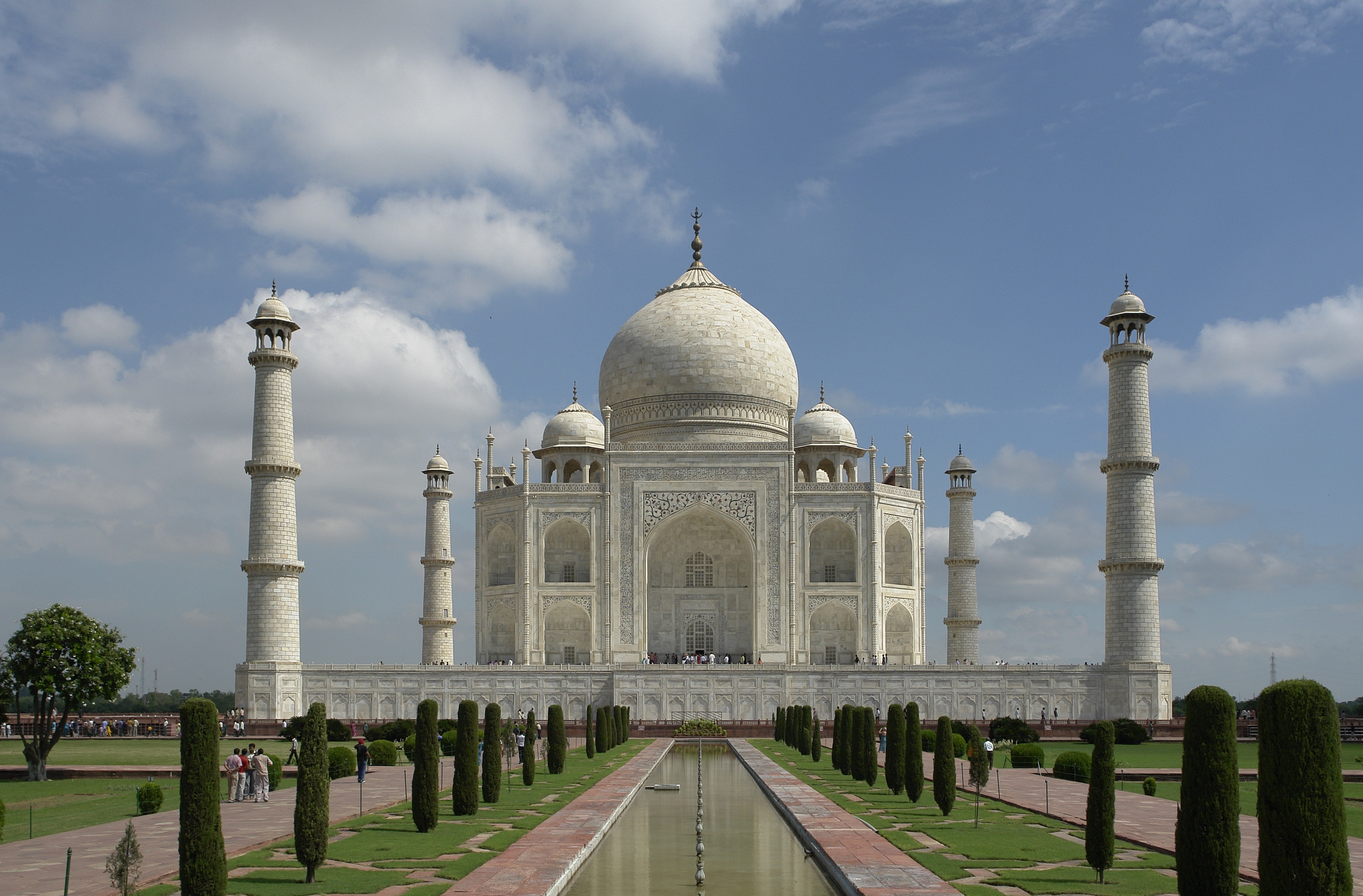
El Taj Mahal

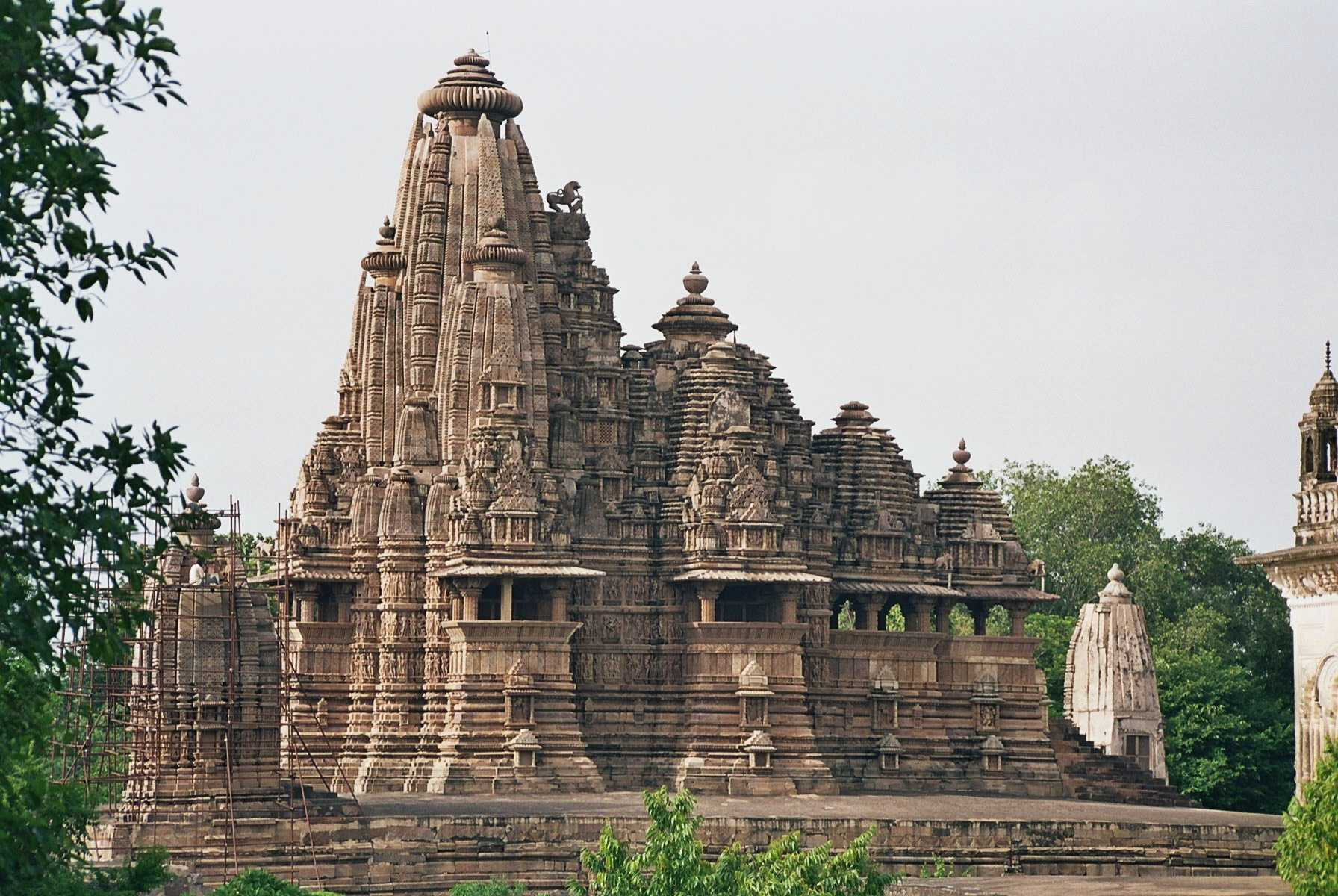
Temple a Khajuraho

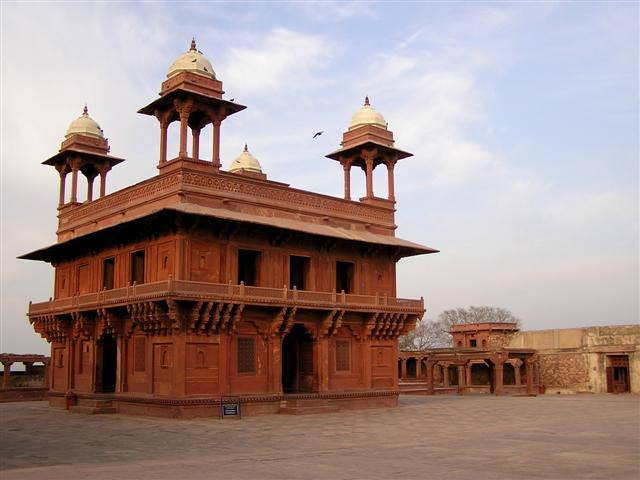
La sala d'audiències de Fatehpur Sikri

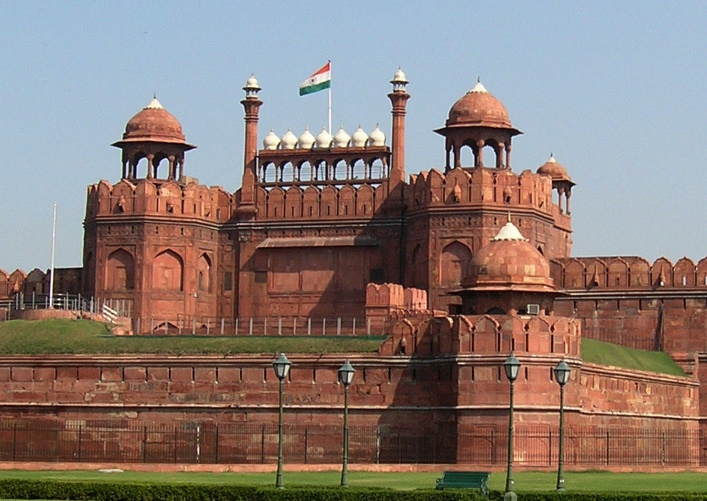
El Fort Vermell de Delhi

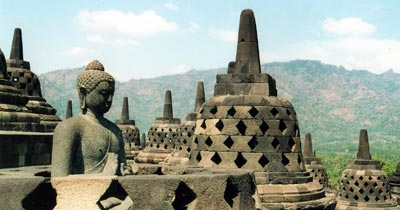
Temple a Borobudur

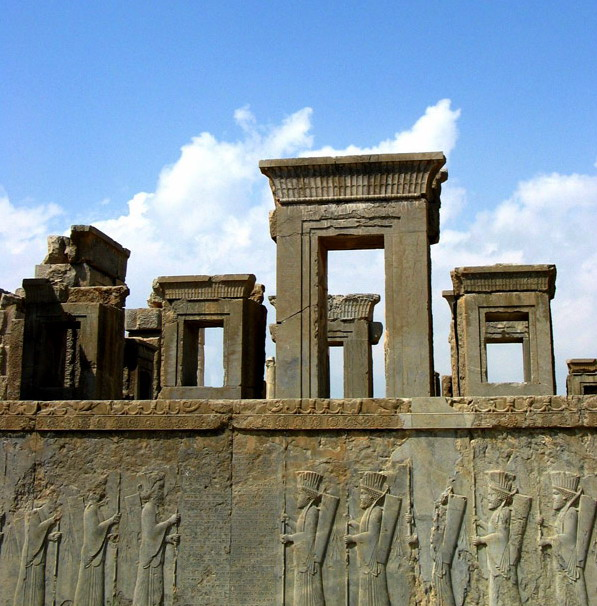
Les ruïnes de Persèpolis

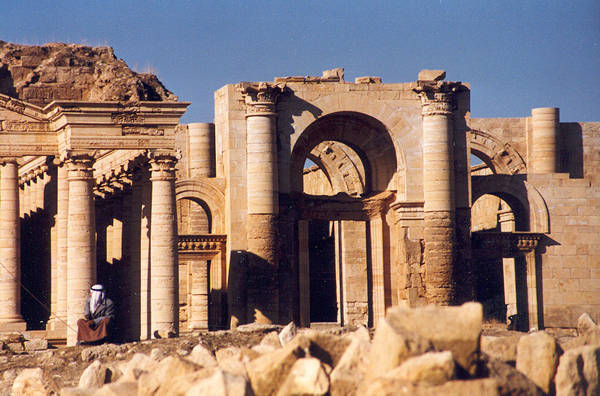
Les ruïnes de Hatra

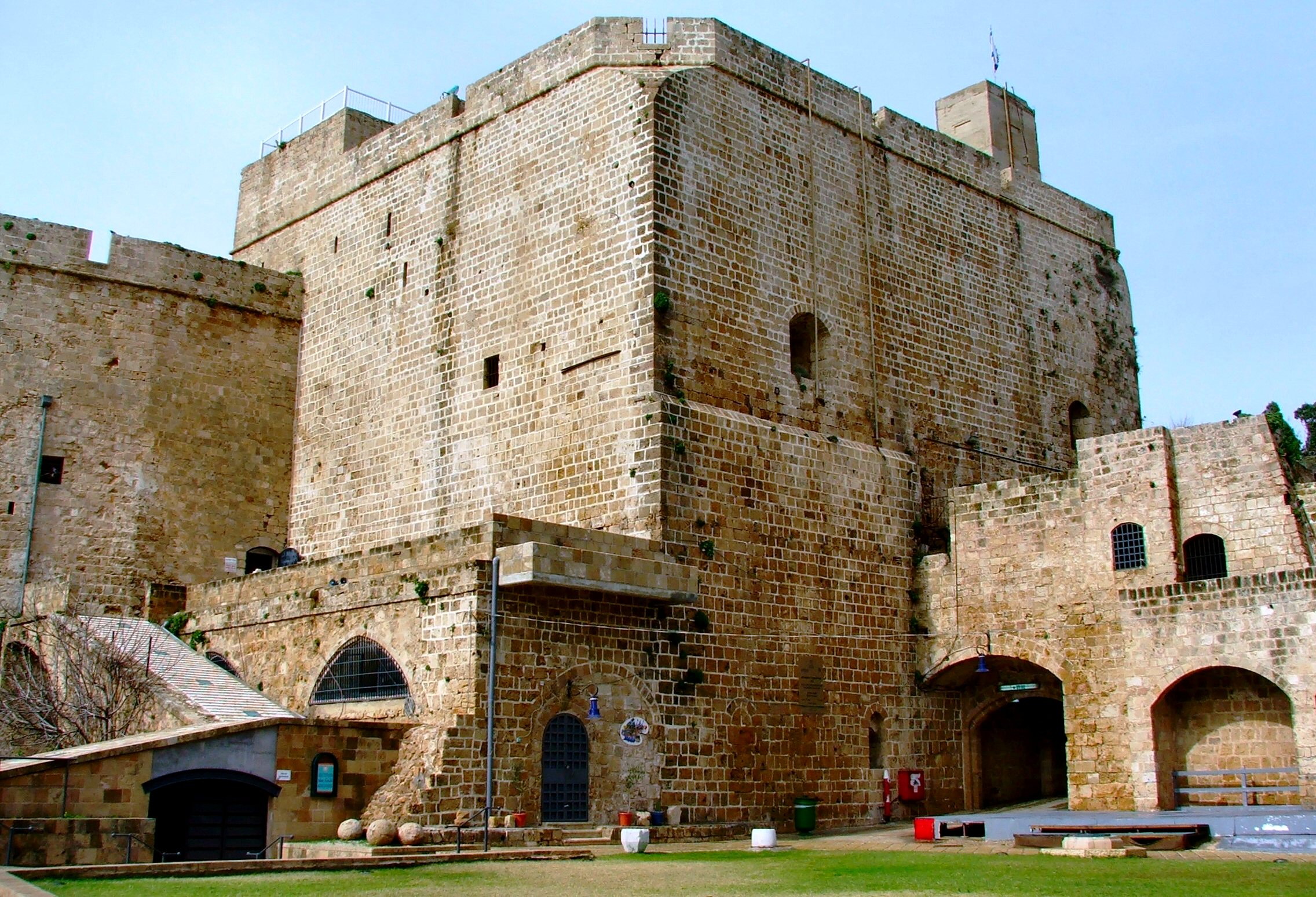
Fortificacions a Sant Joan d'Acre

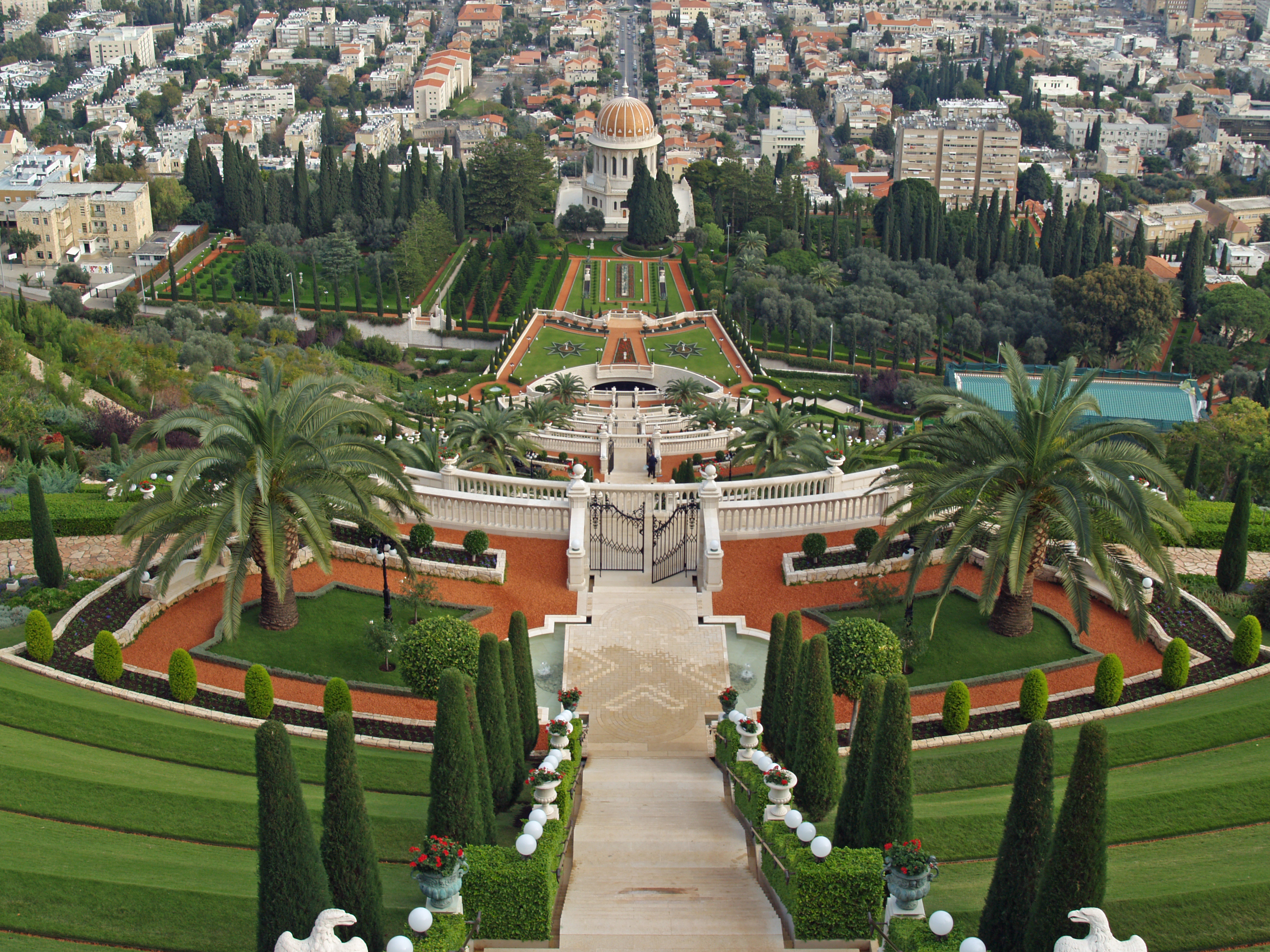
El Centre Mundial Bahá'í a Haifa

El castell de Himeji

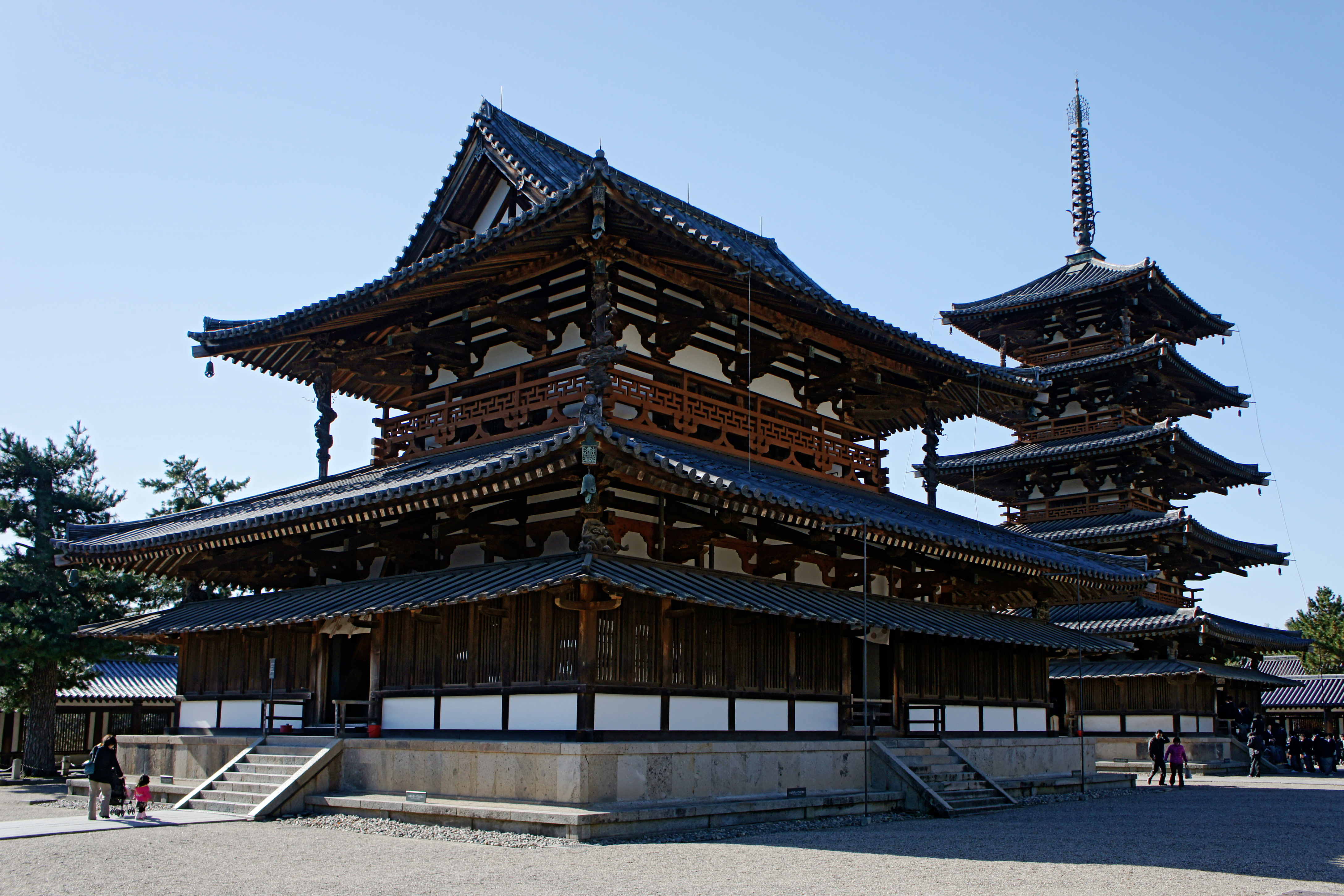
Temple Hōryū-ji a Nara

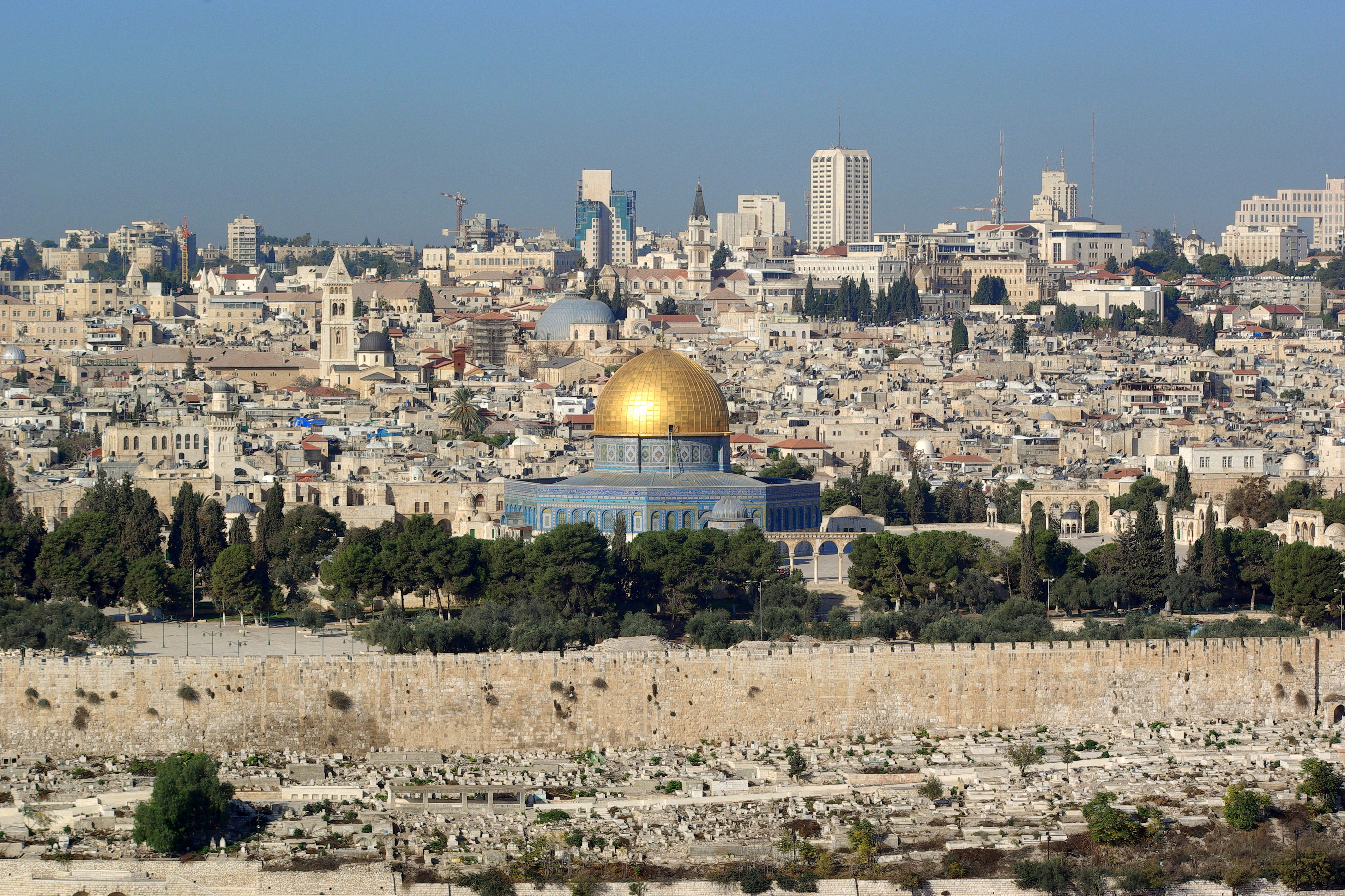
La ciutat antiga de Jerusalem

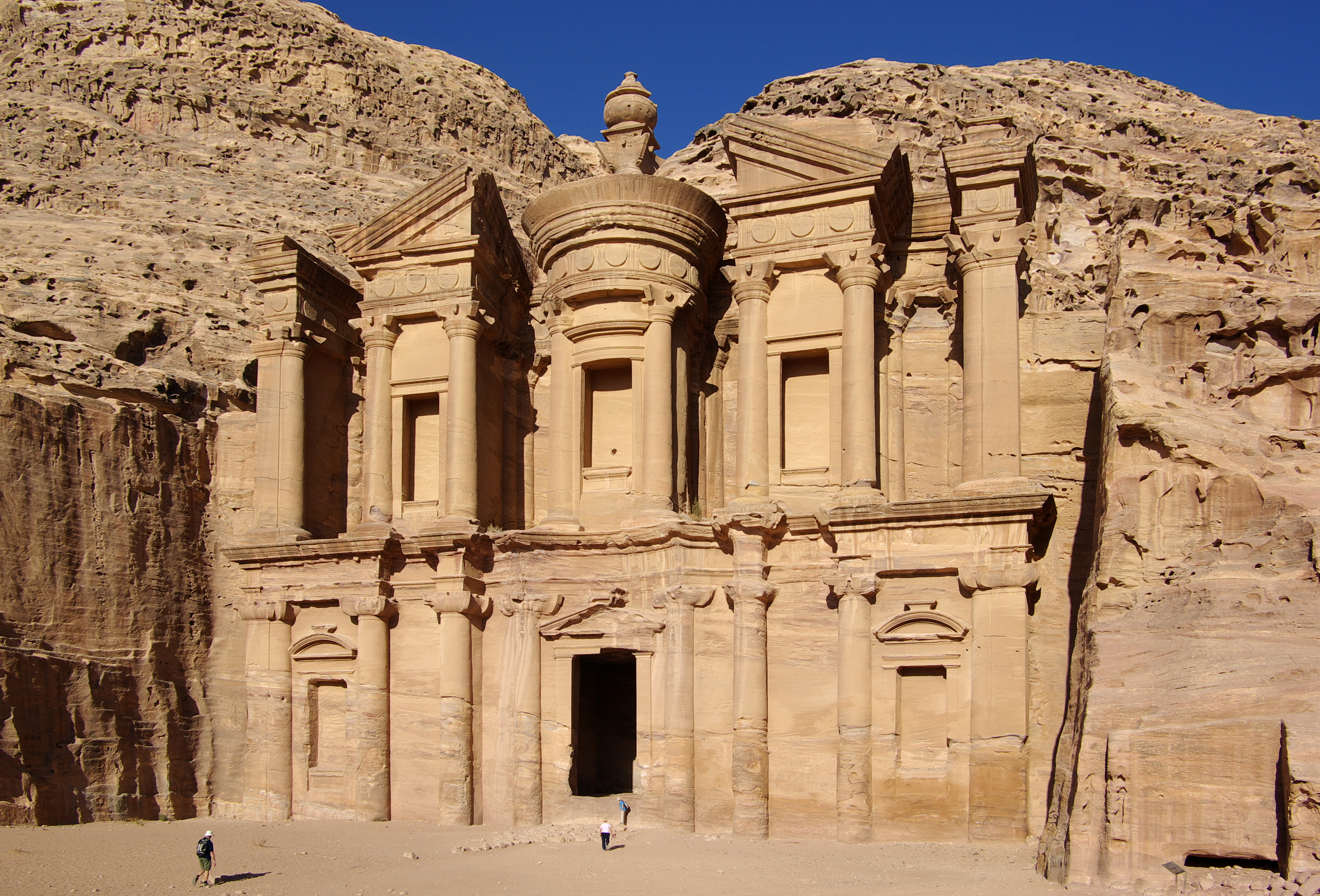
El Monestir, a Petra

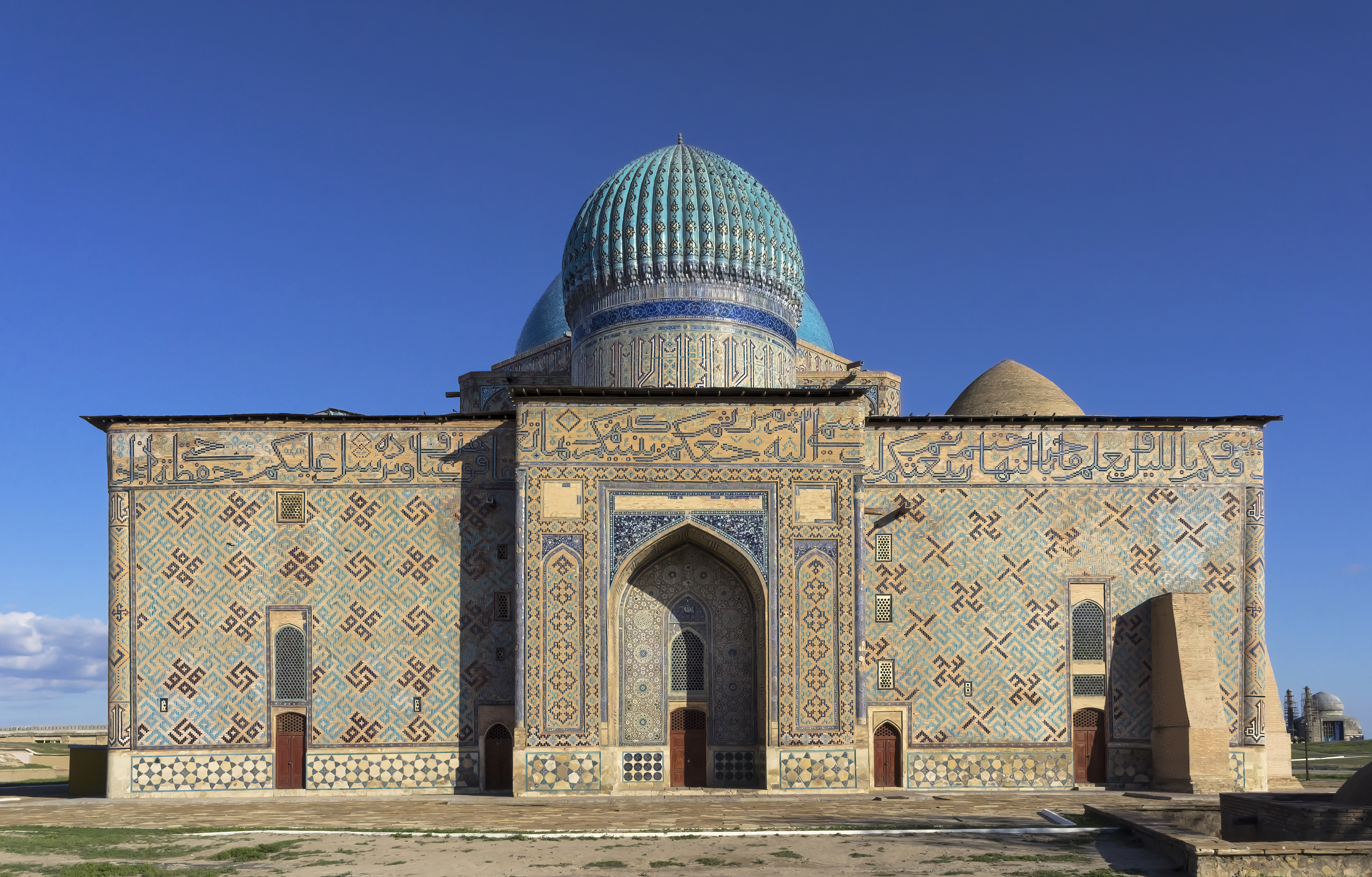
Mausoleu d'Ahmet Yesevi a Türkistan

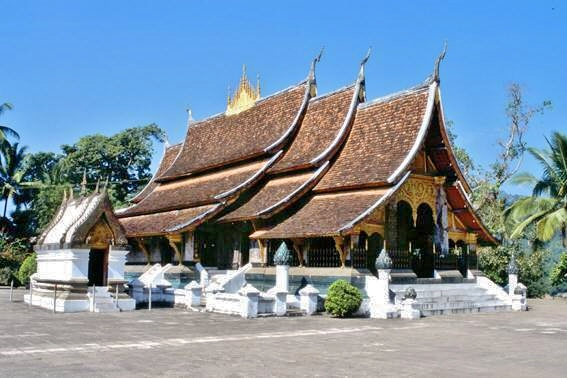
Temple a Luang Prabang

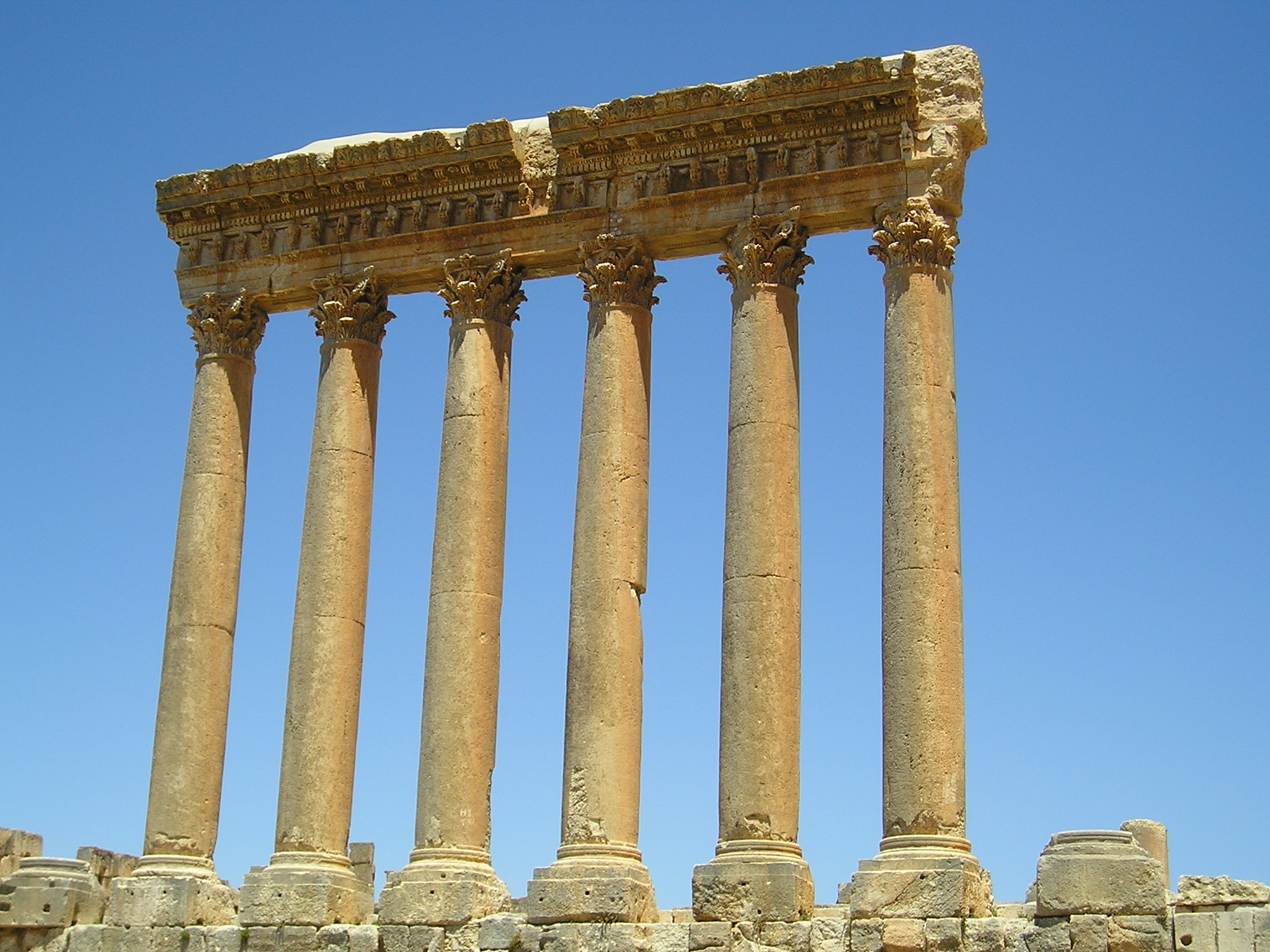
Temple de Júpiter a Baalbek

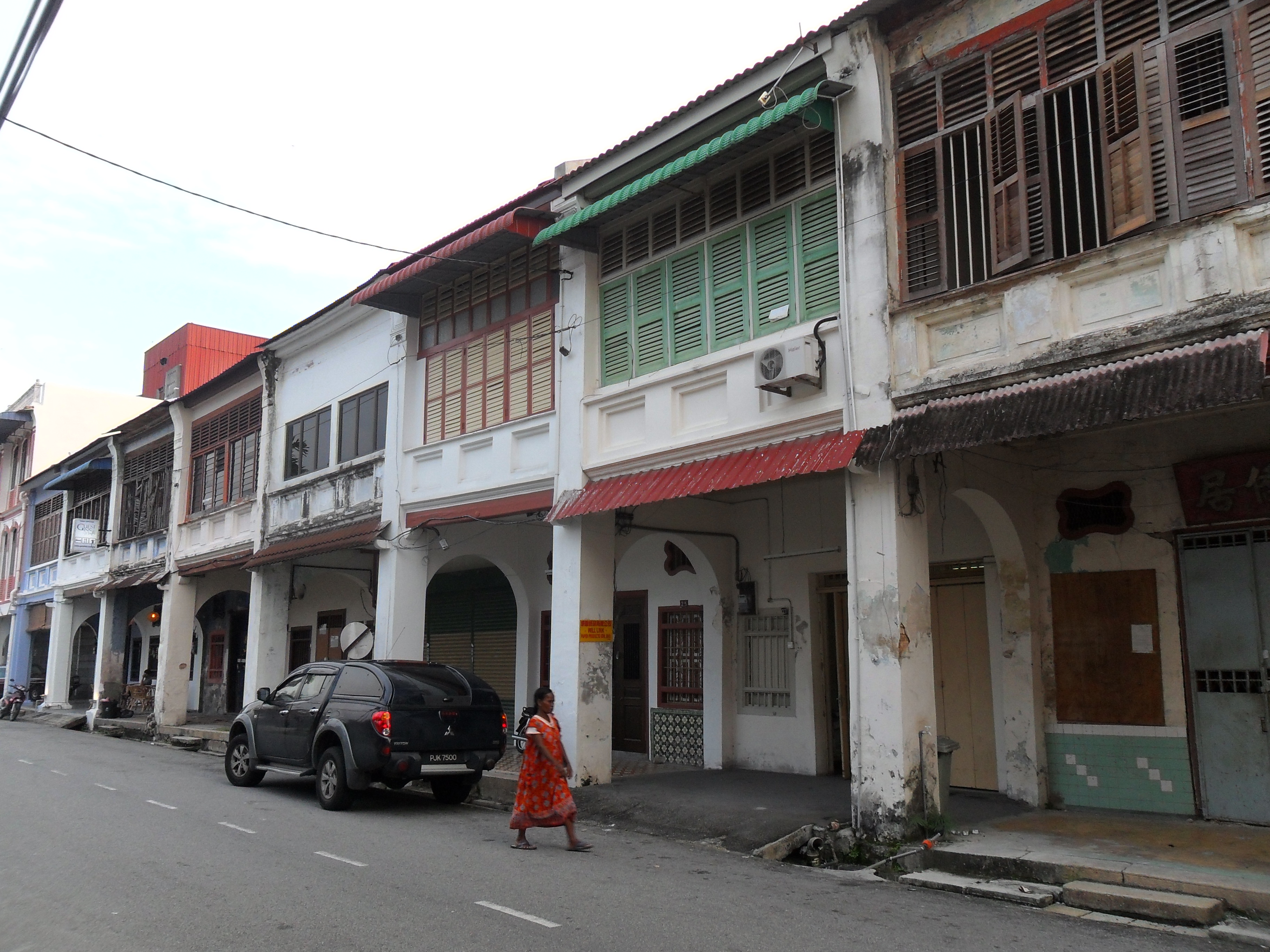
Carrer de la ciutat antiga de George Town (Penang)

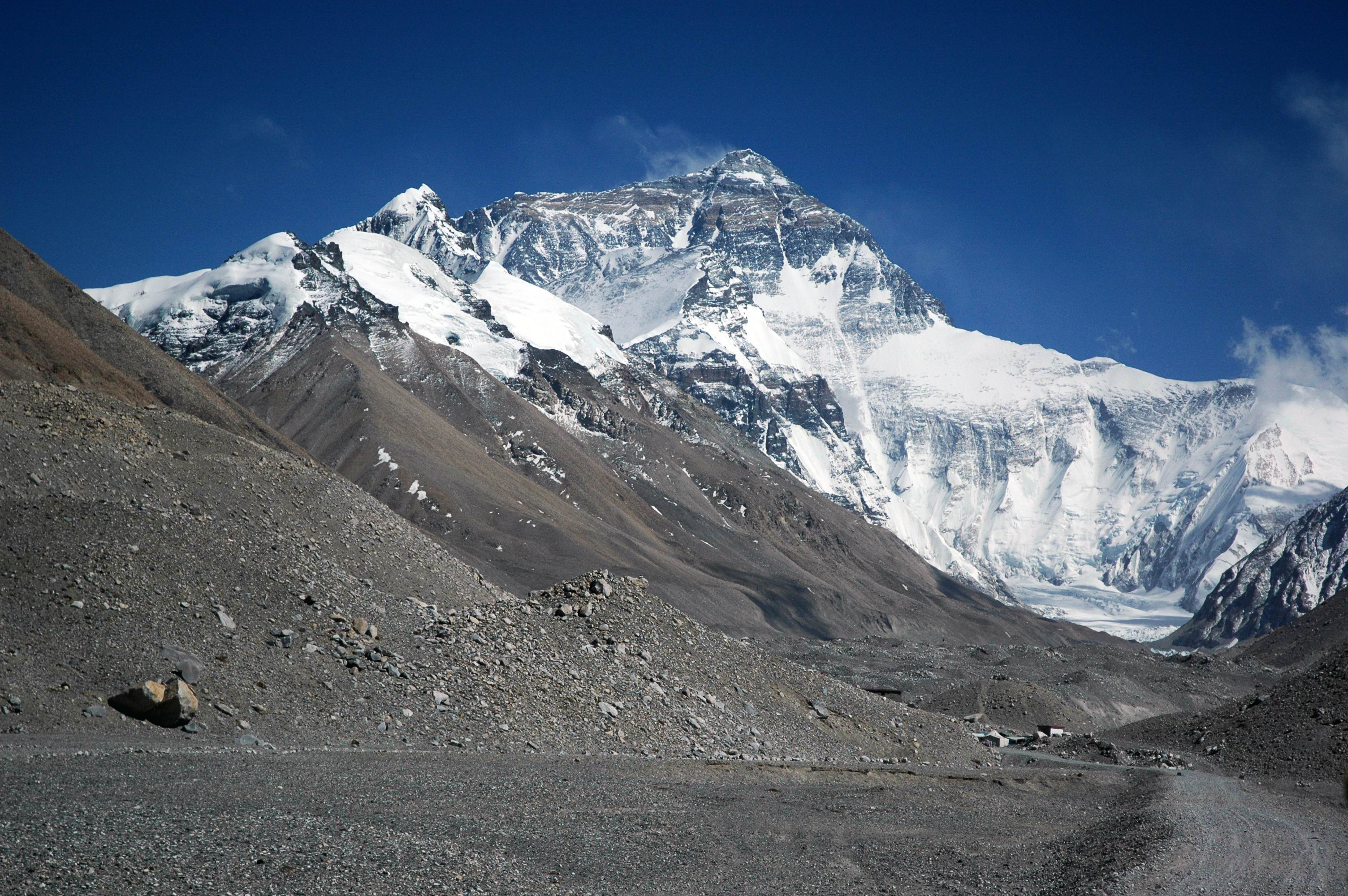
L'Everest, al parc nacional del Sagarmatha

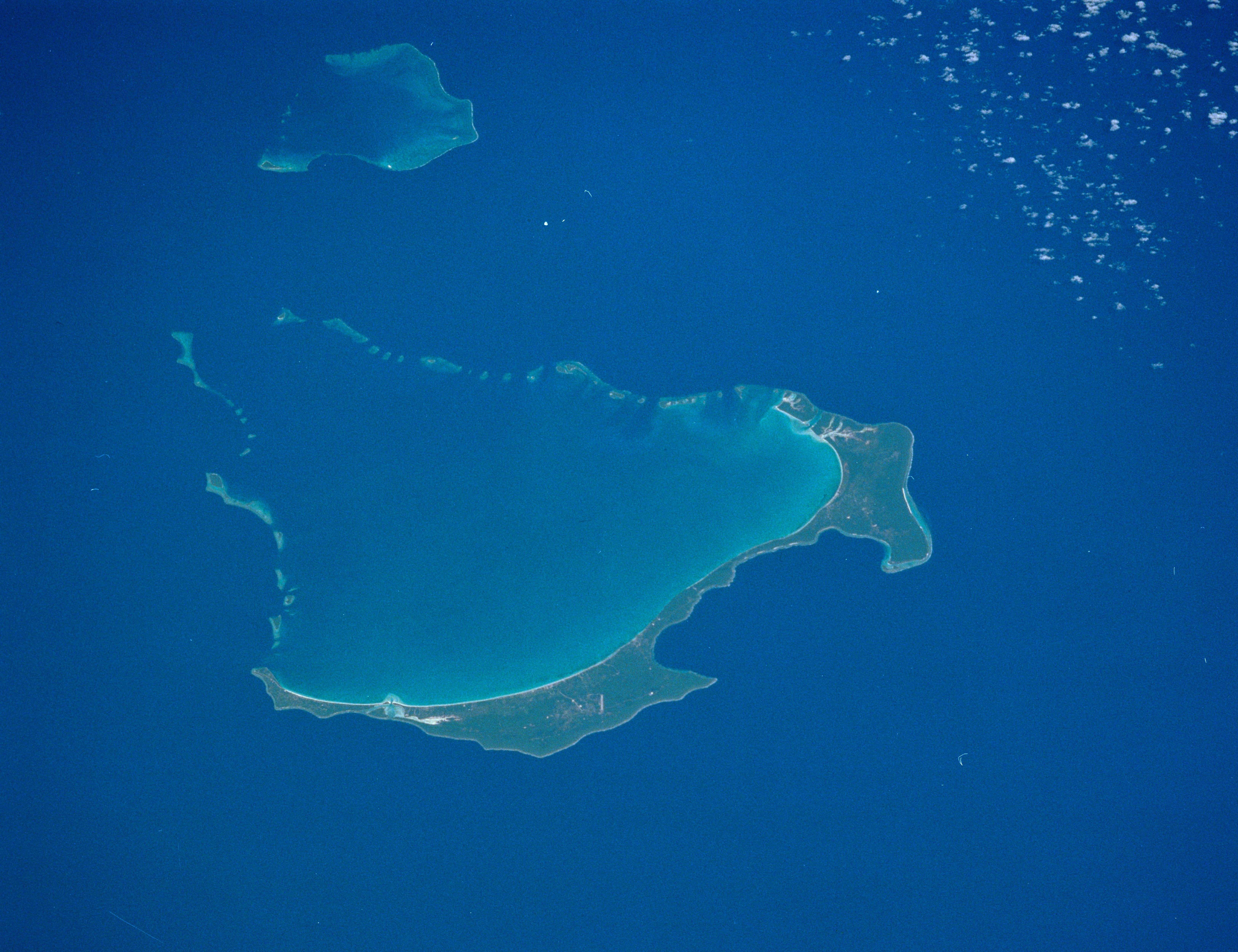
L'atol d'Ouvéa, a Nova Caledònia

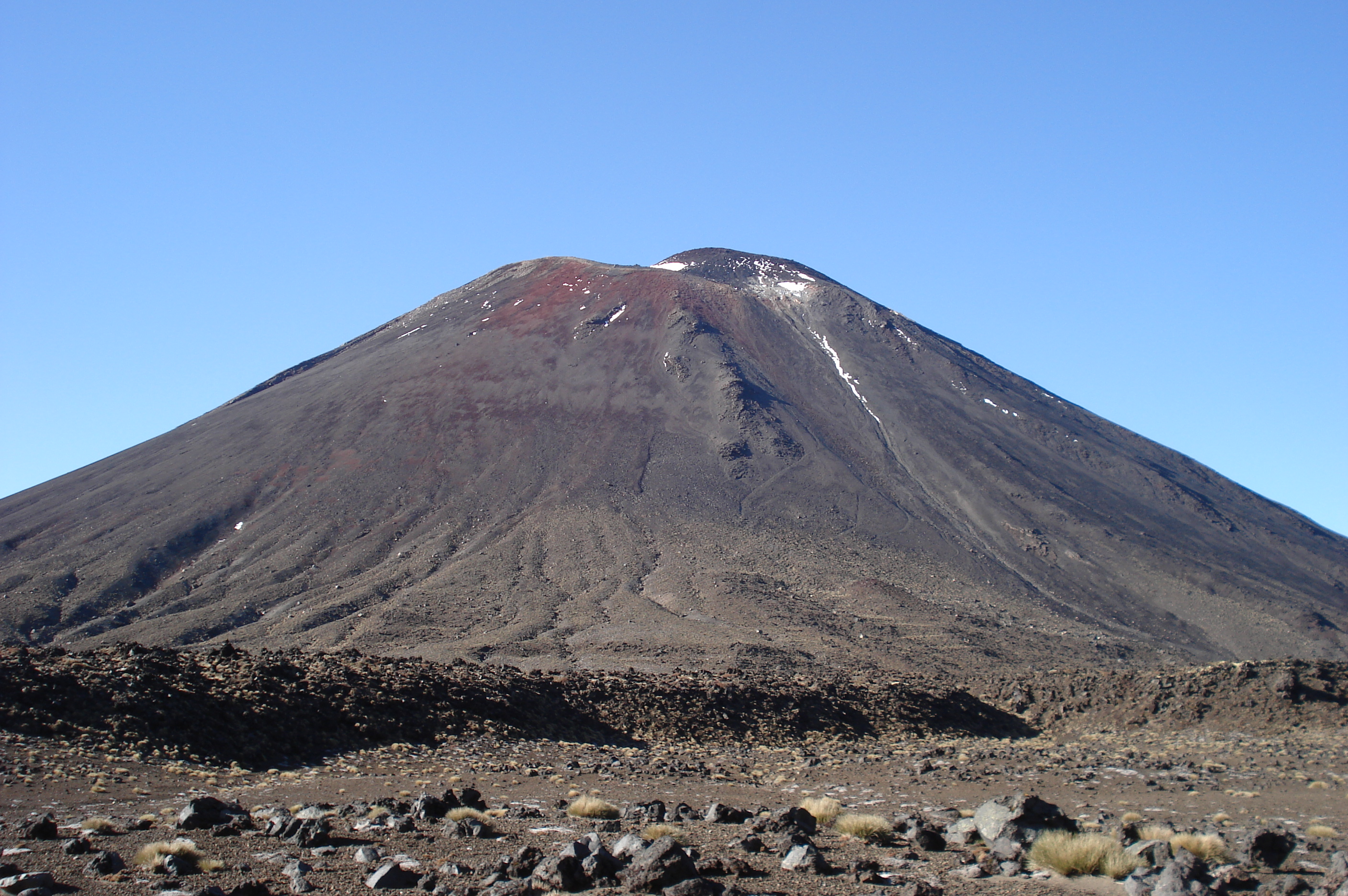
El volcà Ngauruhoe, al parc nacional de Tongariro

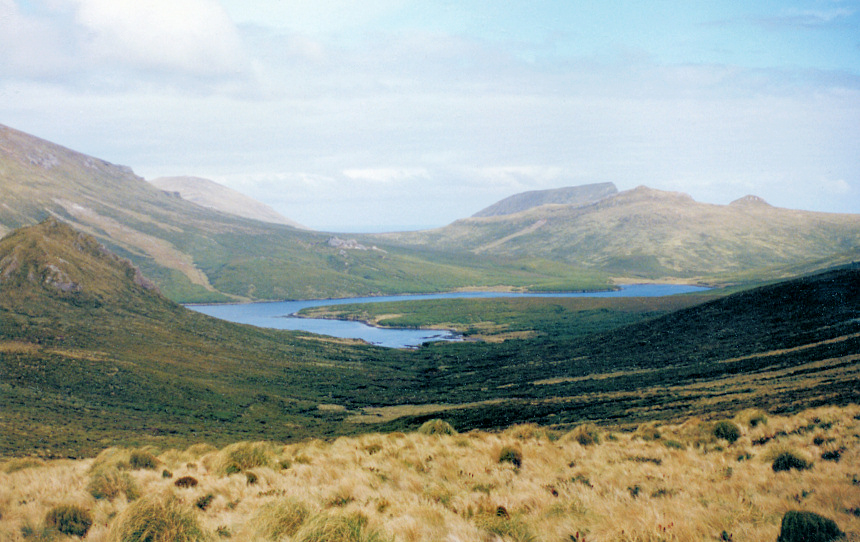
Paisatge de l'illa Campbell

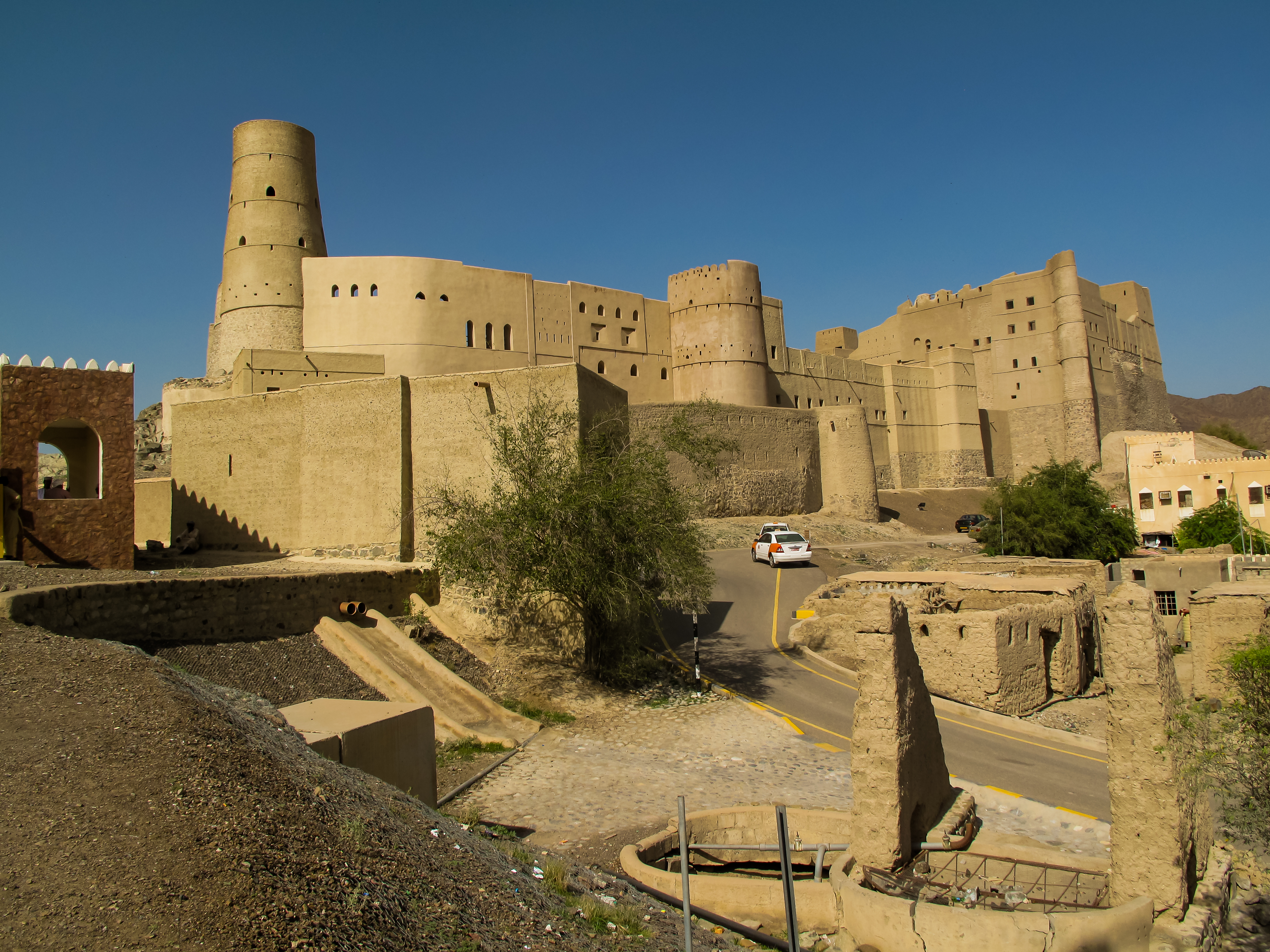
El fort de Bahla

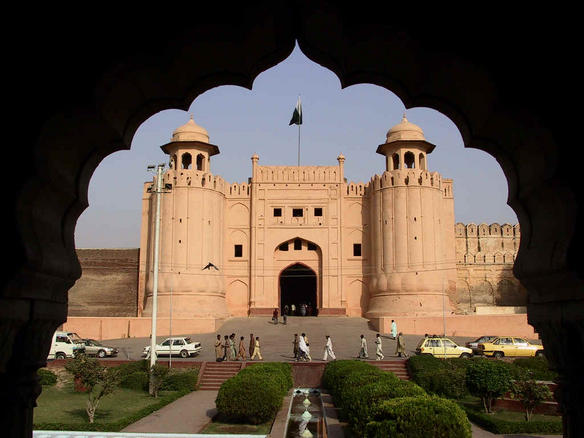
El fort de Lahore

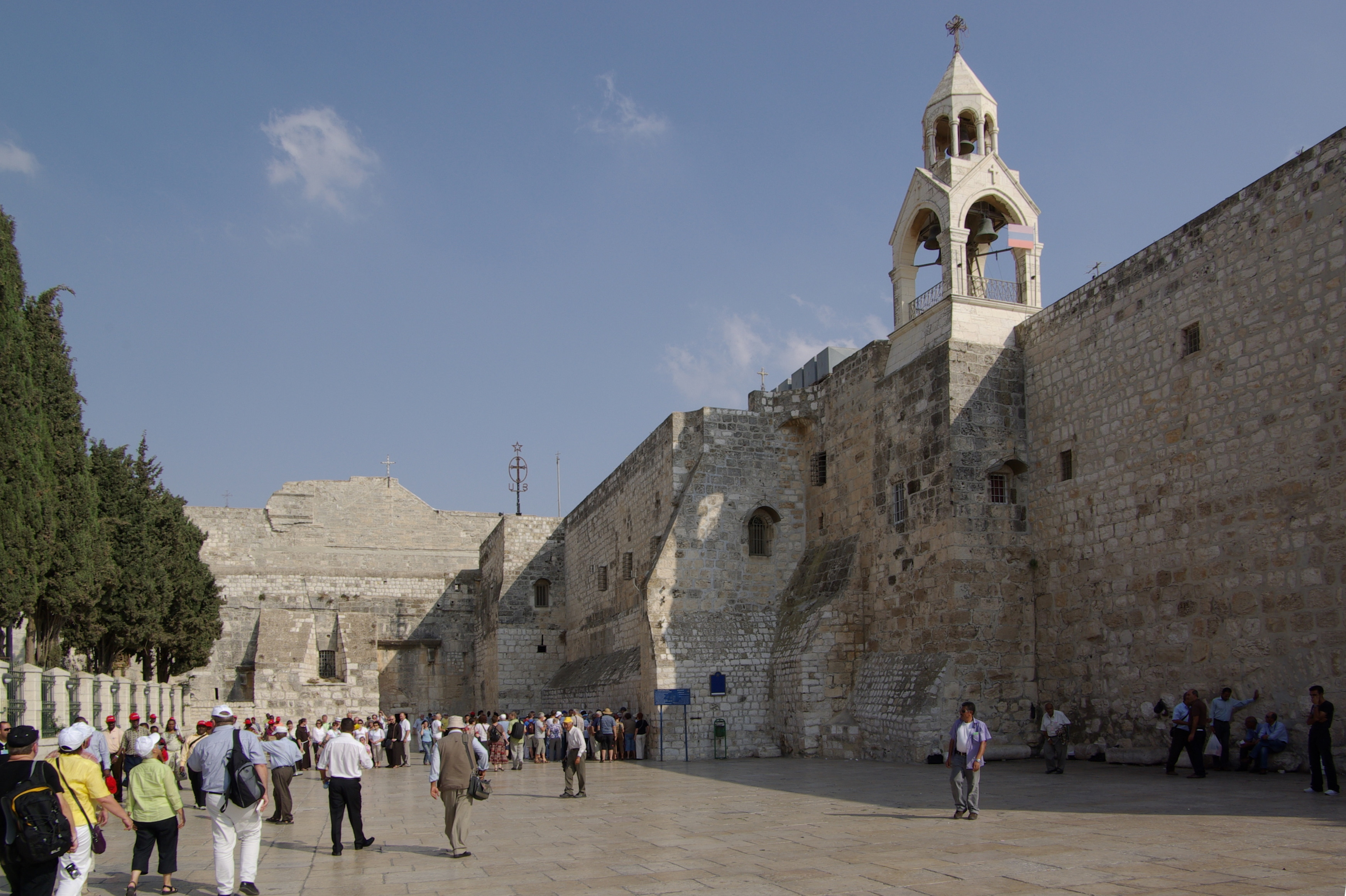
La basílica de la Nativitat a Betlem

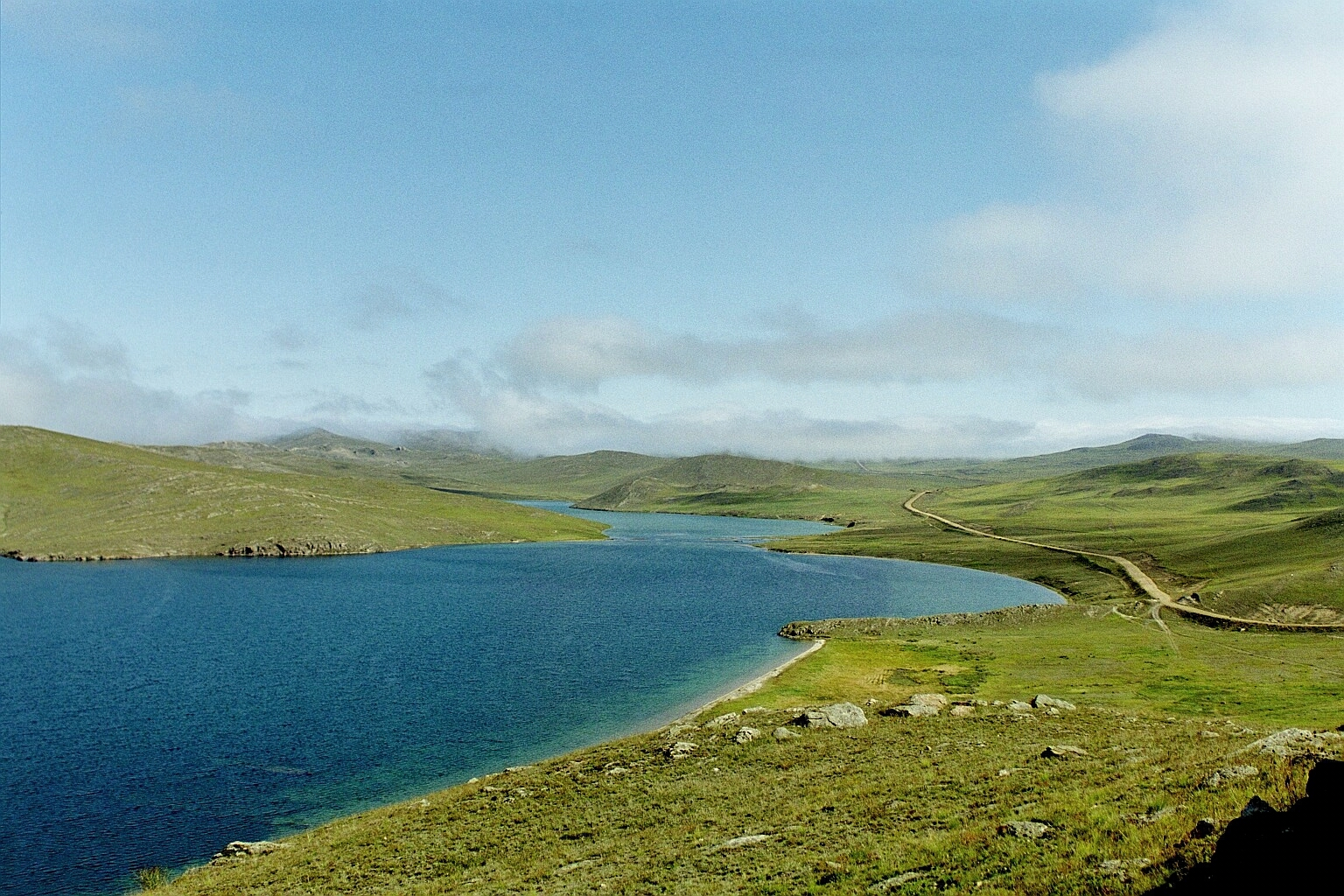
El llac Baikal

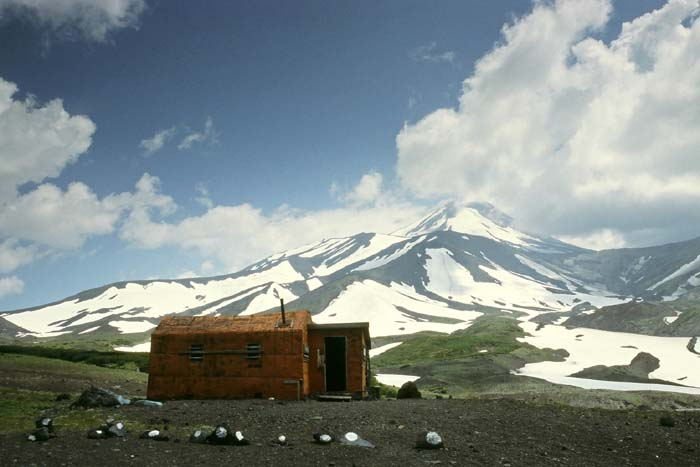
El volcà Avatxa, a Kamtxatka

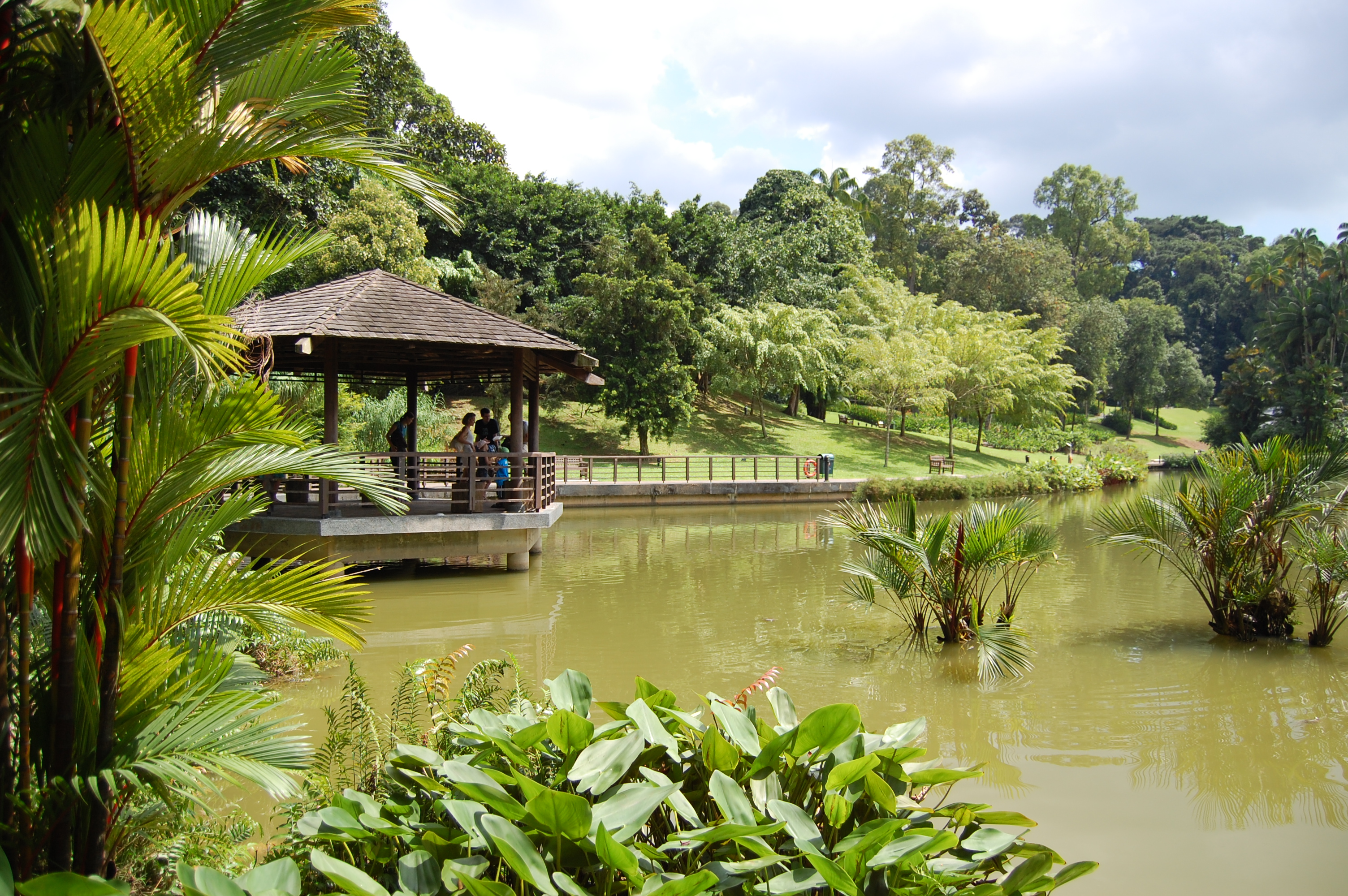
El jardí botànic de Singapur

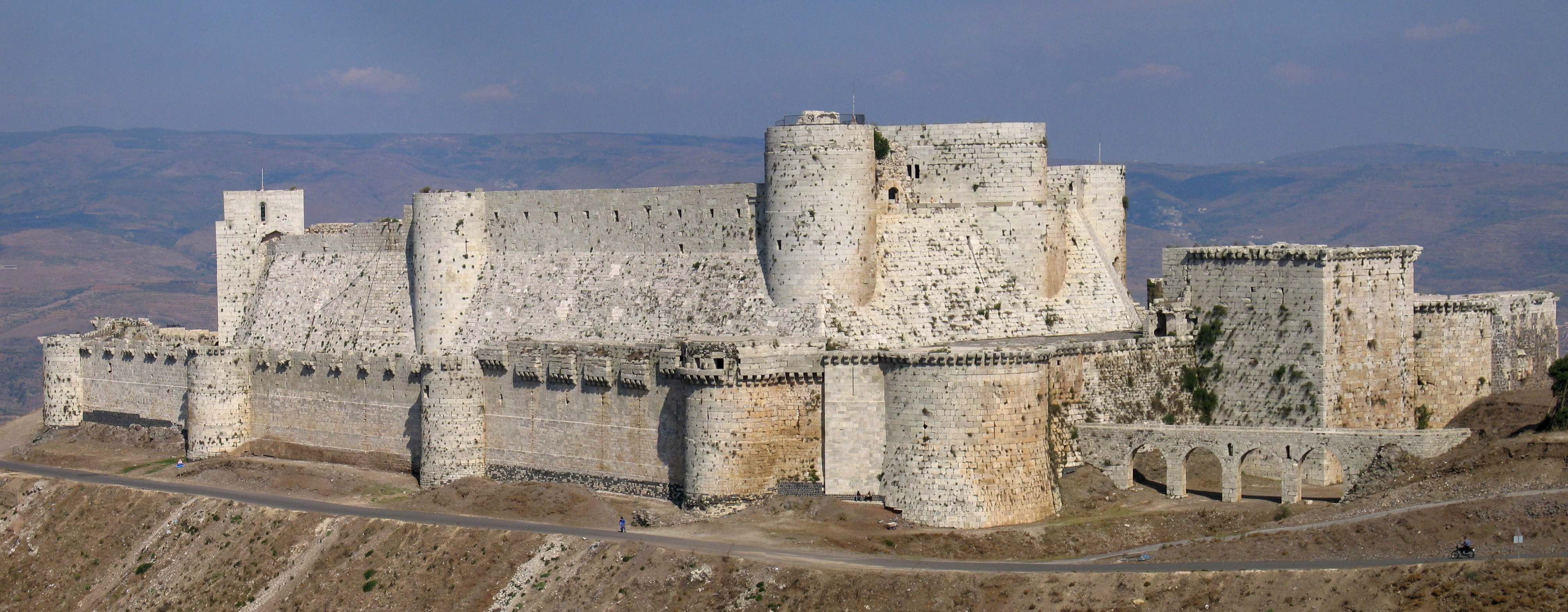
Krak dels Cavallers

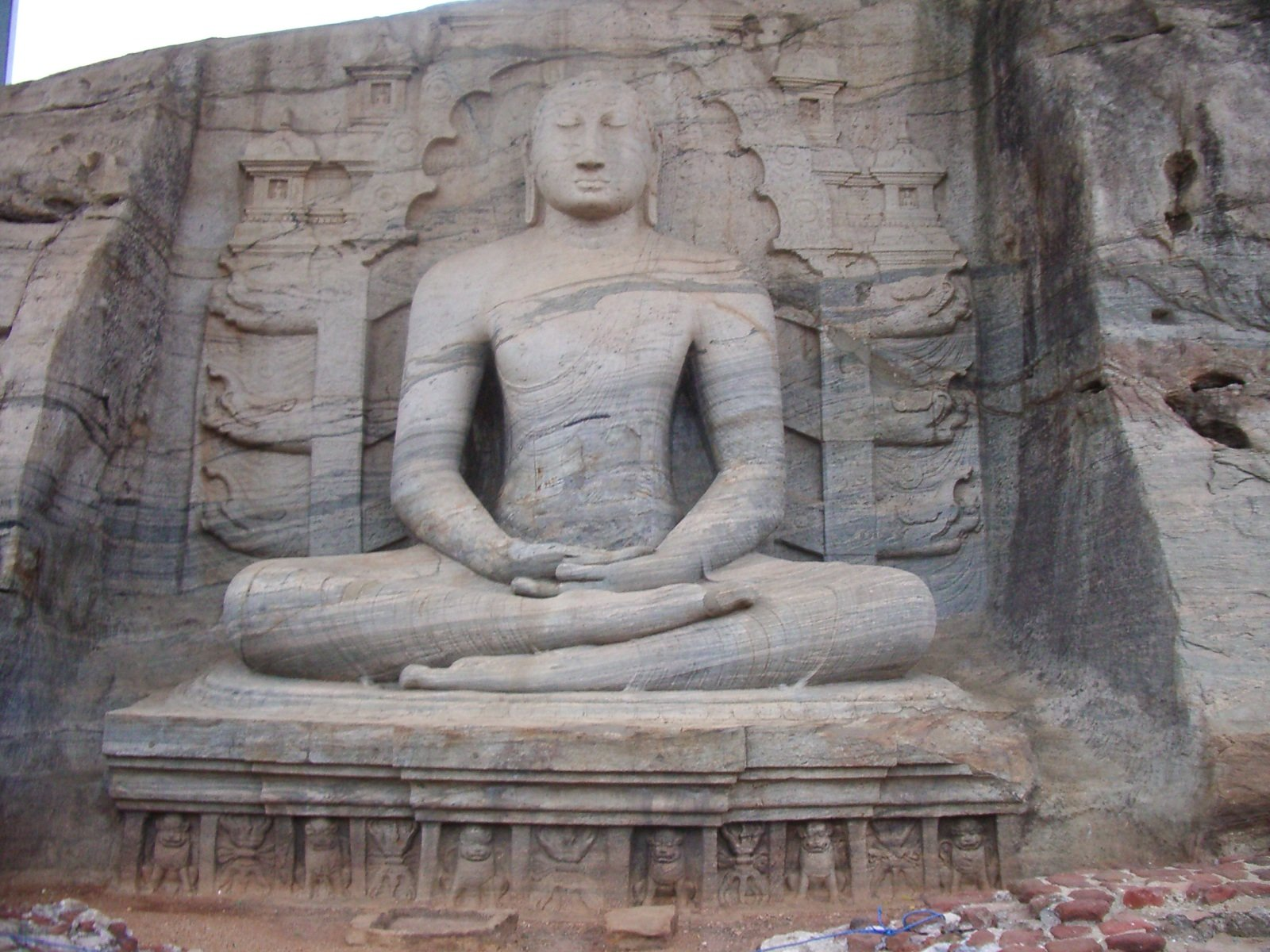
Buda a Polonnaruwa

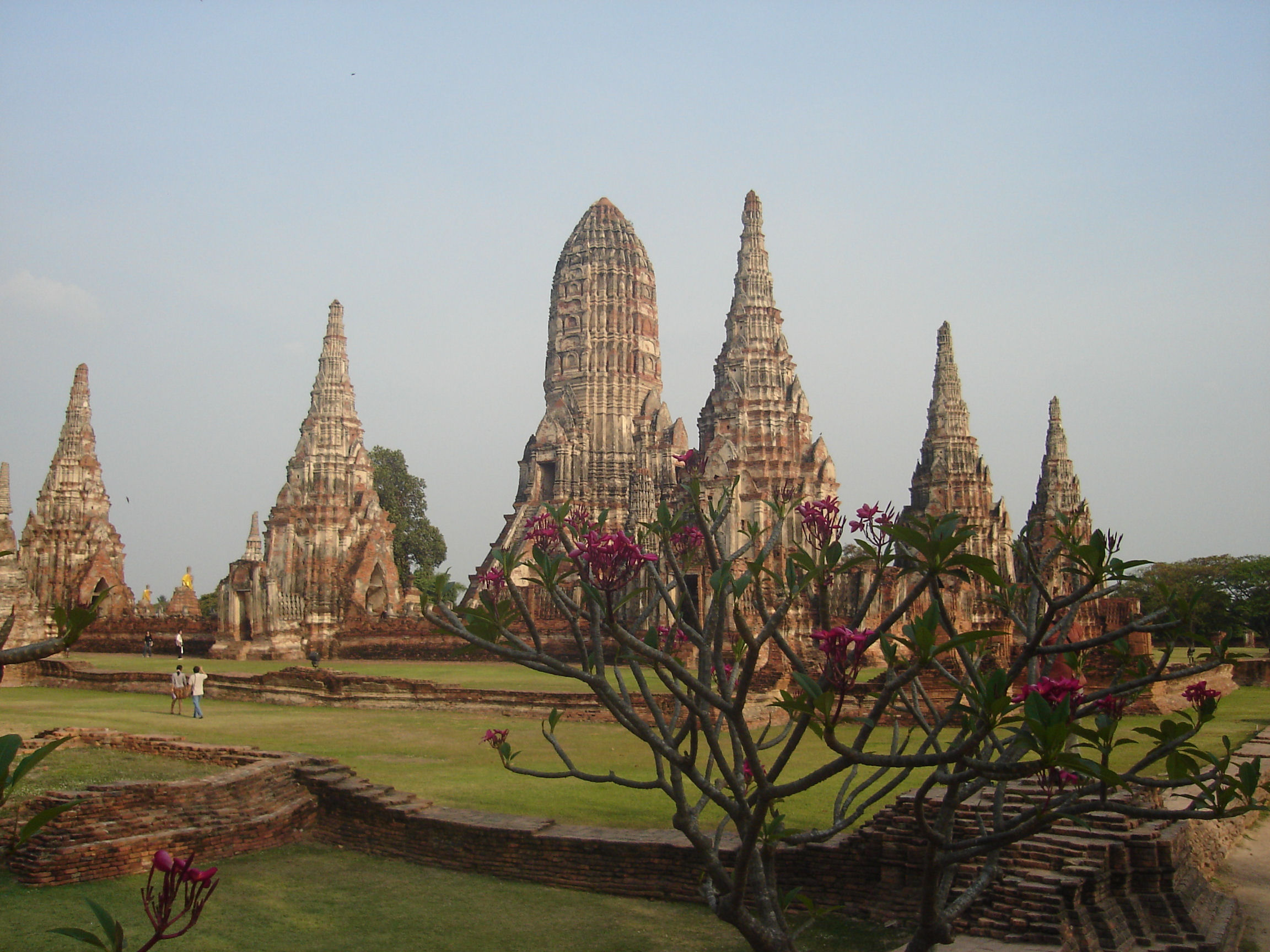
Temple a Ayutthaya

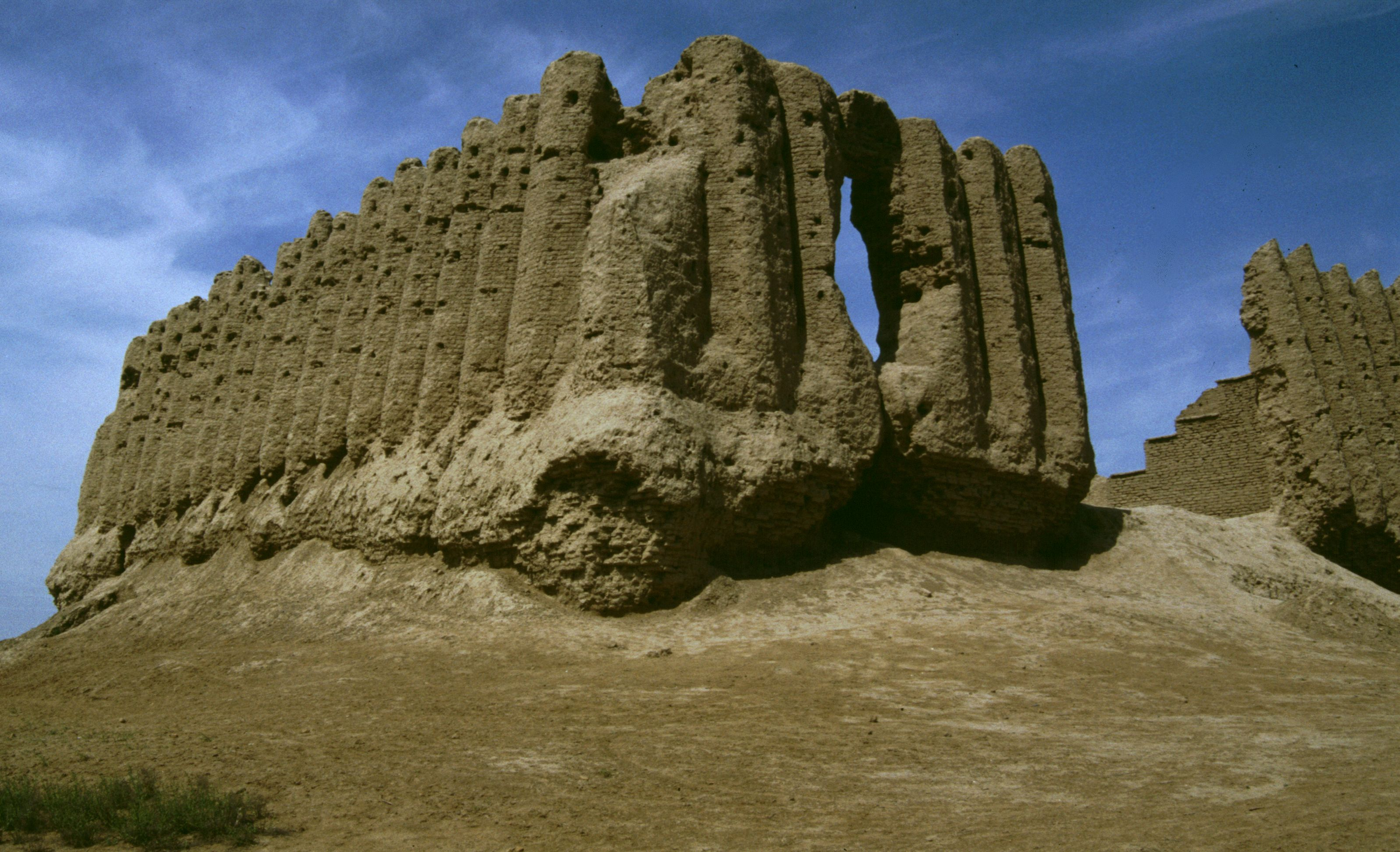
Ruïnes de Kyz Qala, a l'antiga ciutat de Merv

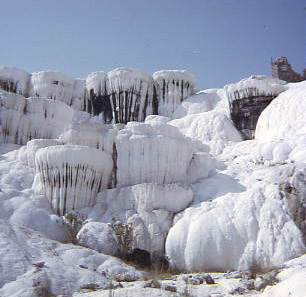
Terrasses de Pamukkale

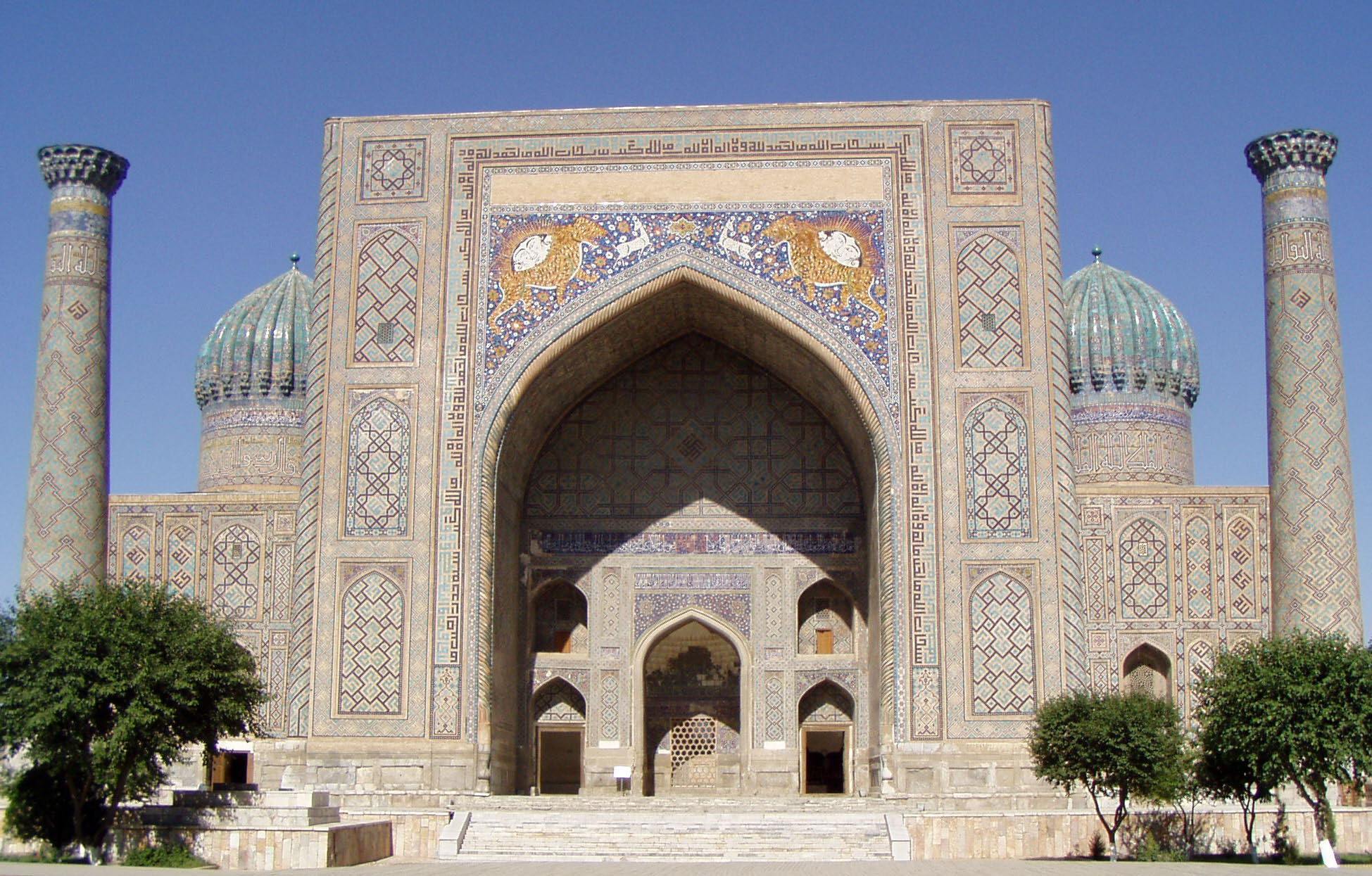
Madrassa a Samarcanda

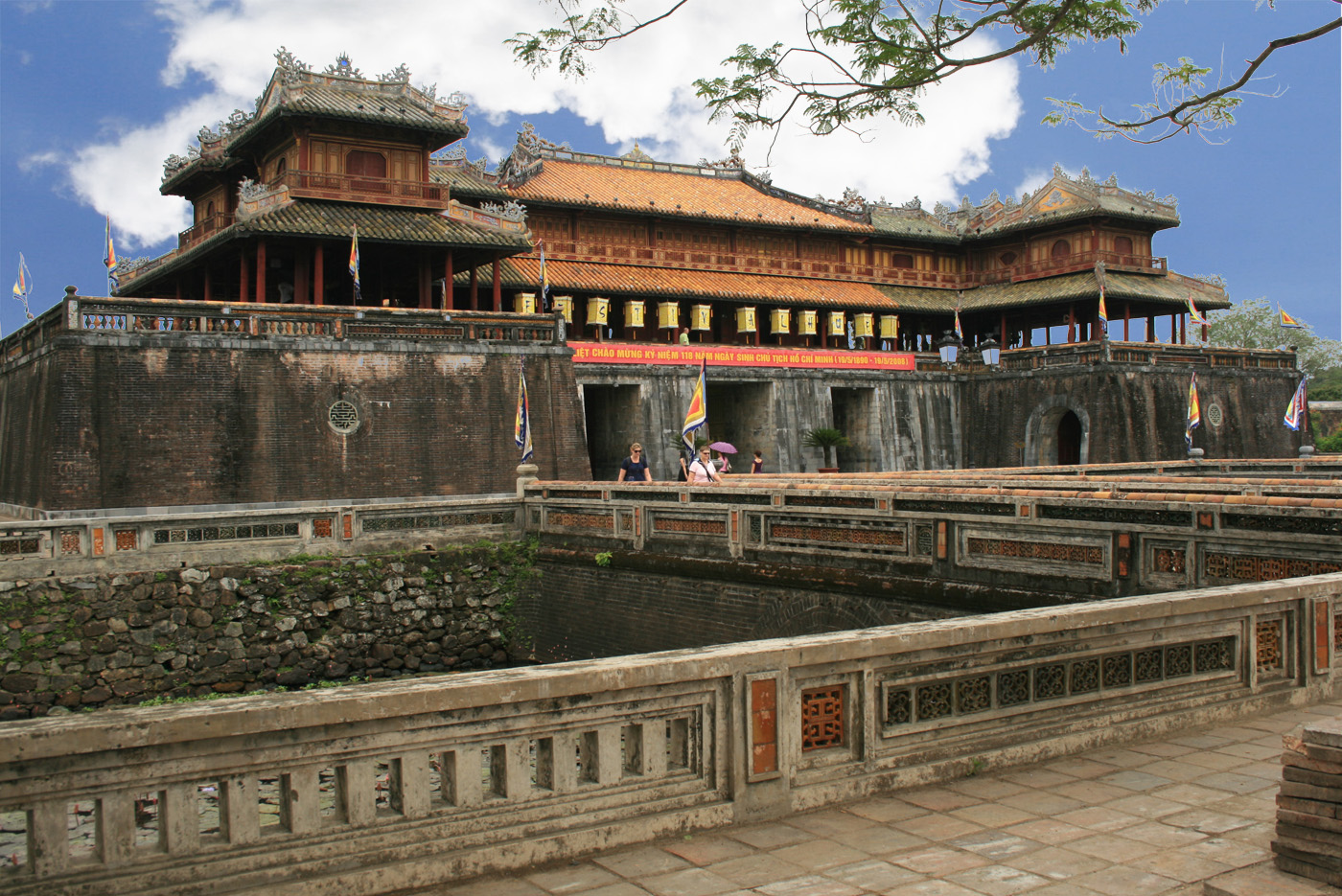
La ciutadella de Huế

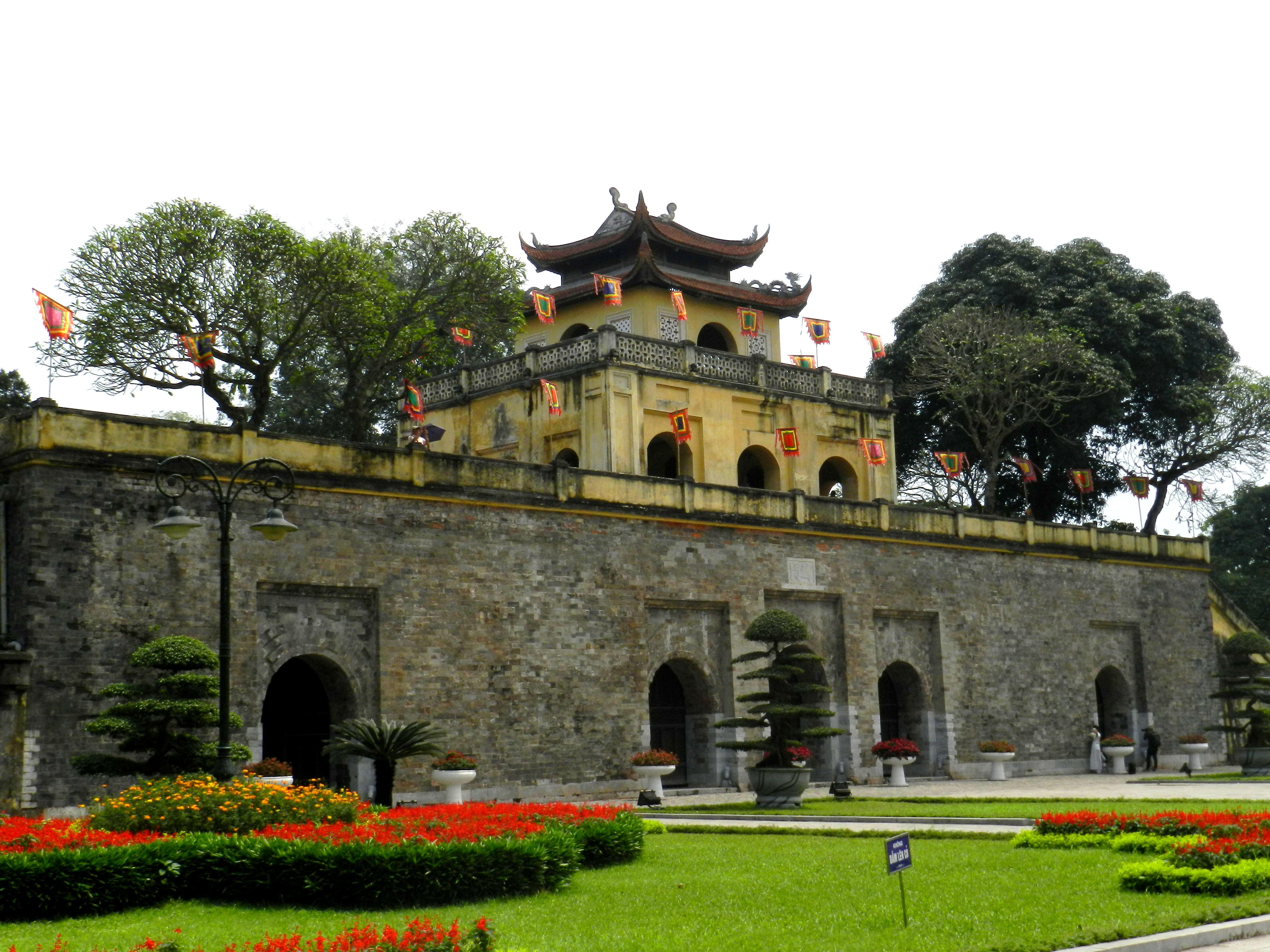
La ciutat imperial de Thăng Long, a Hanoi

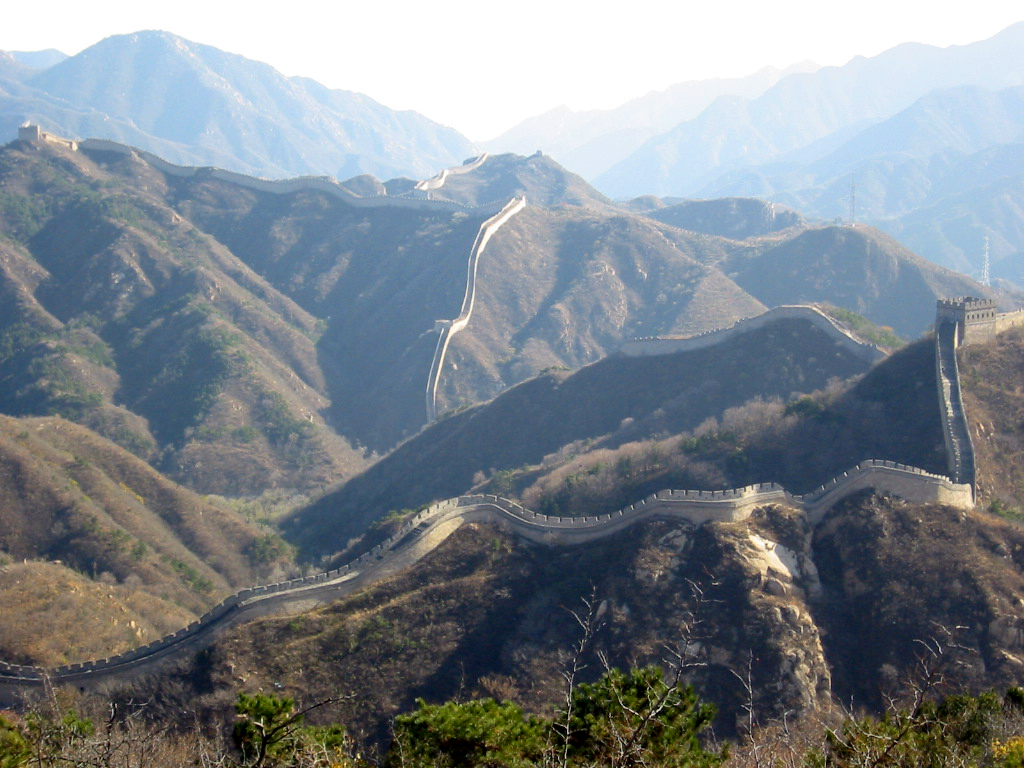
La Gran Muralla

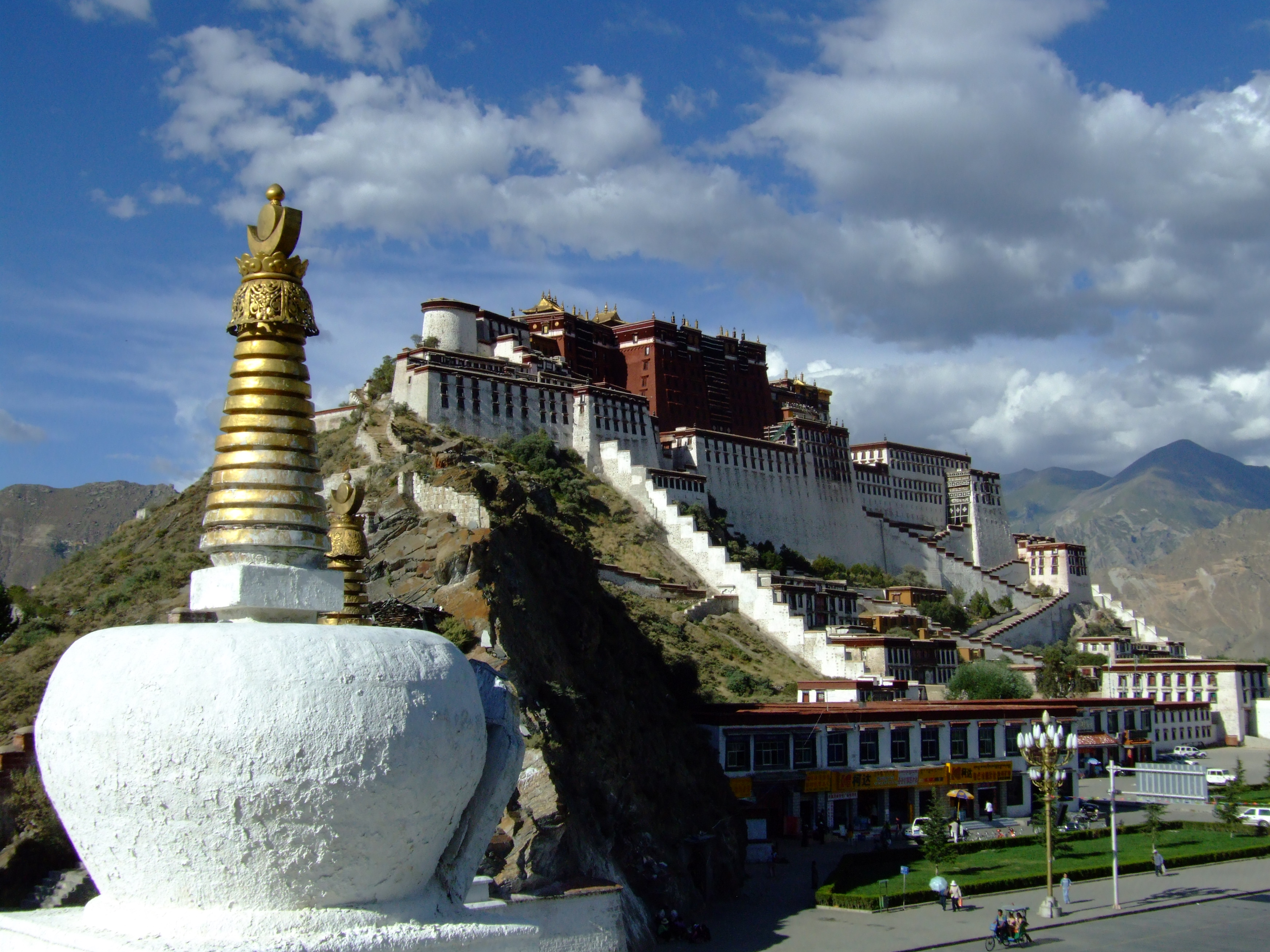
Palau del Potala, a Lhasa

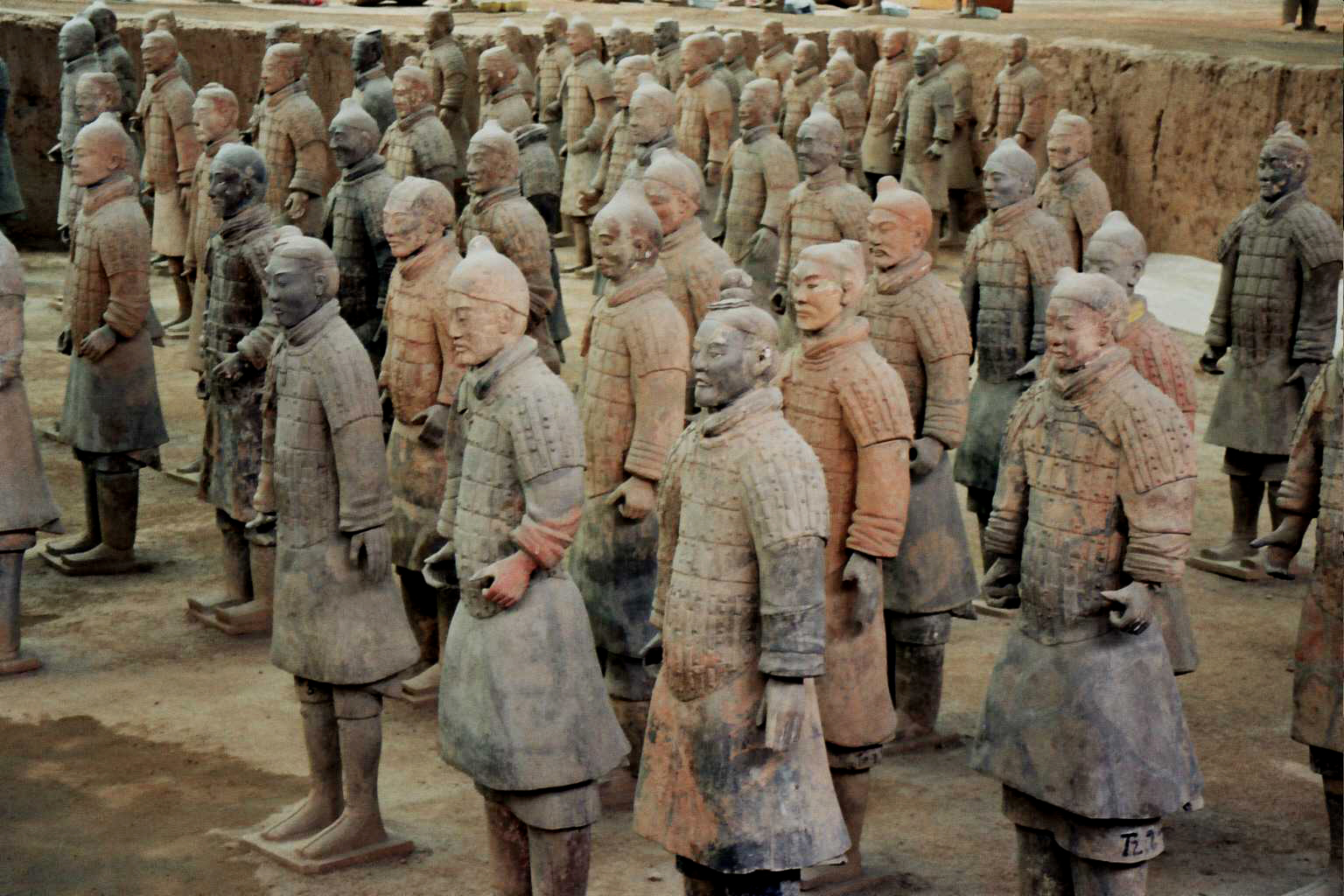
El mausoleu del primer emperador Qin a Xi'an

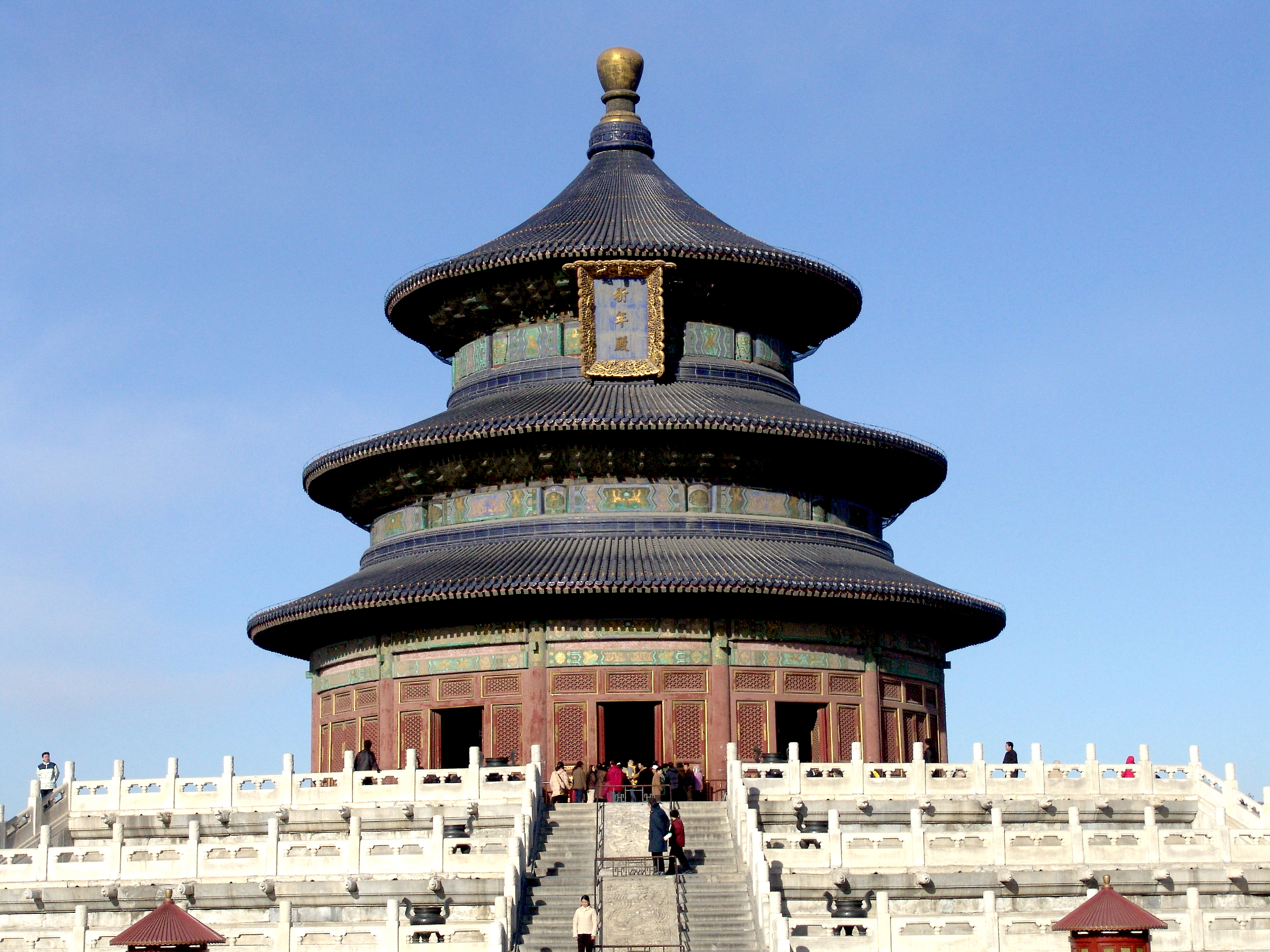
El temple del Cel, a Pequín

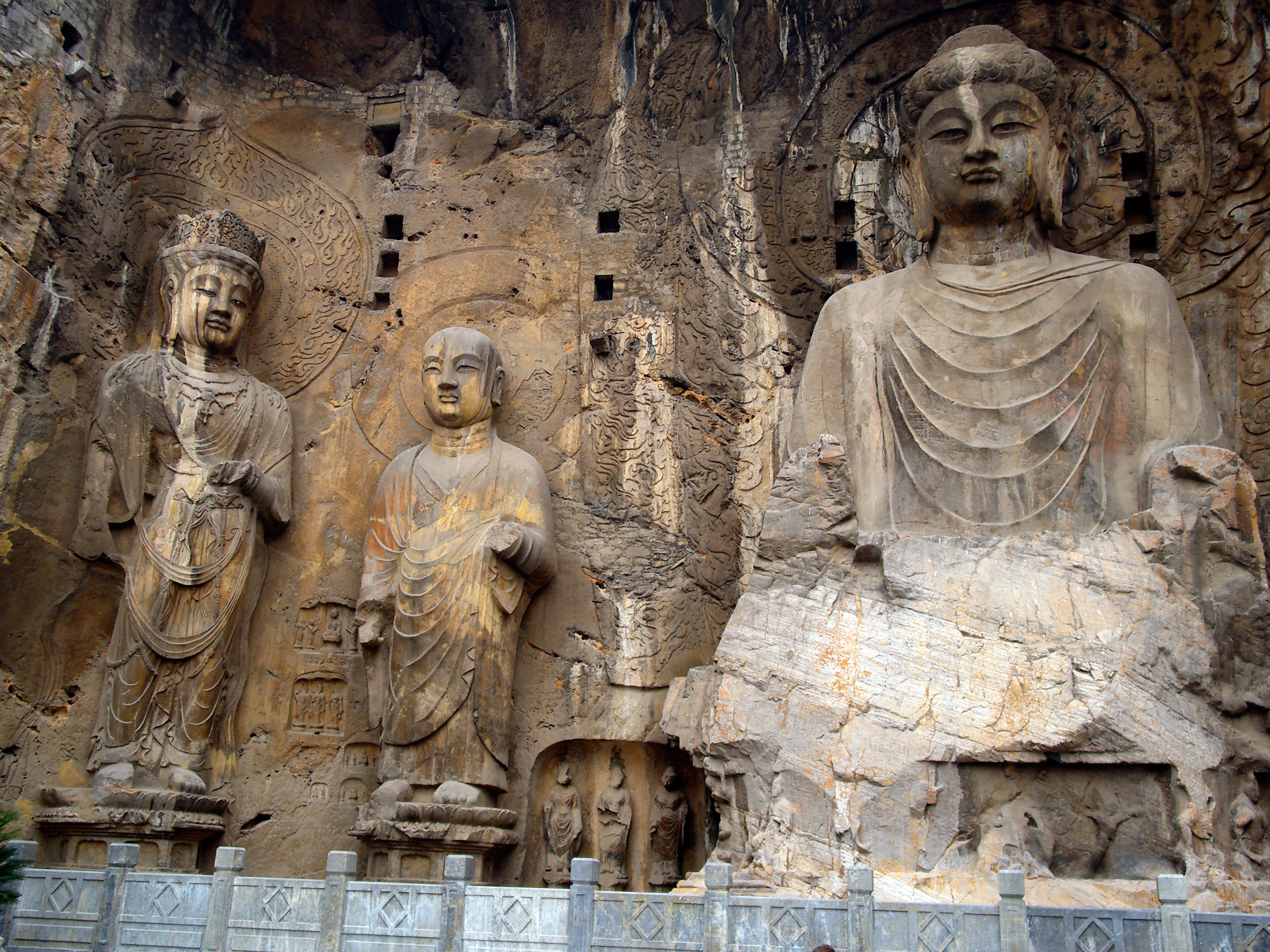
Budes de les coves de Longmen

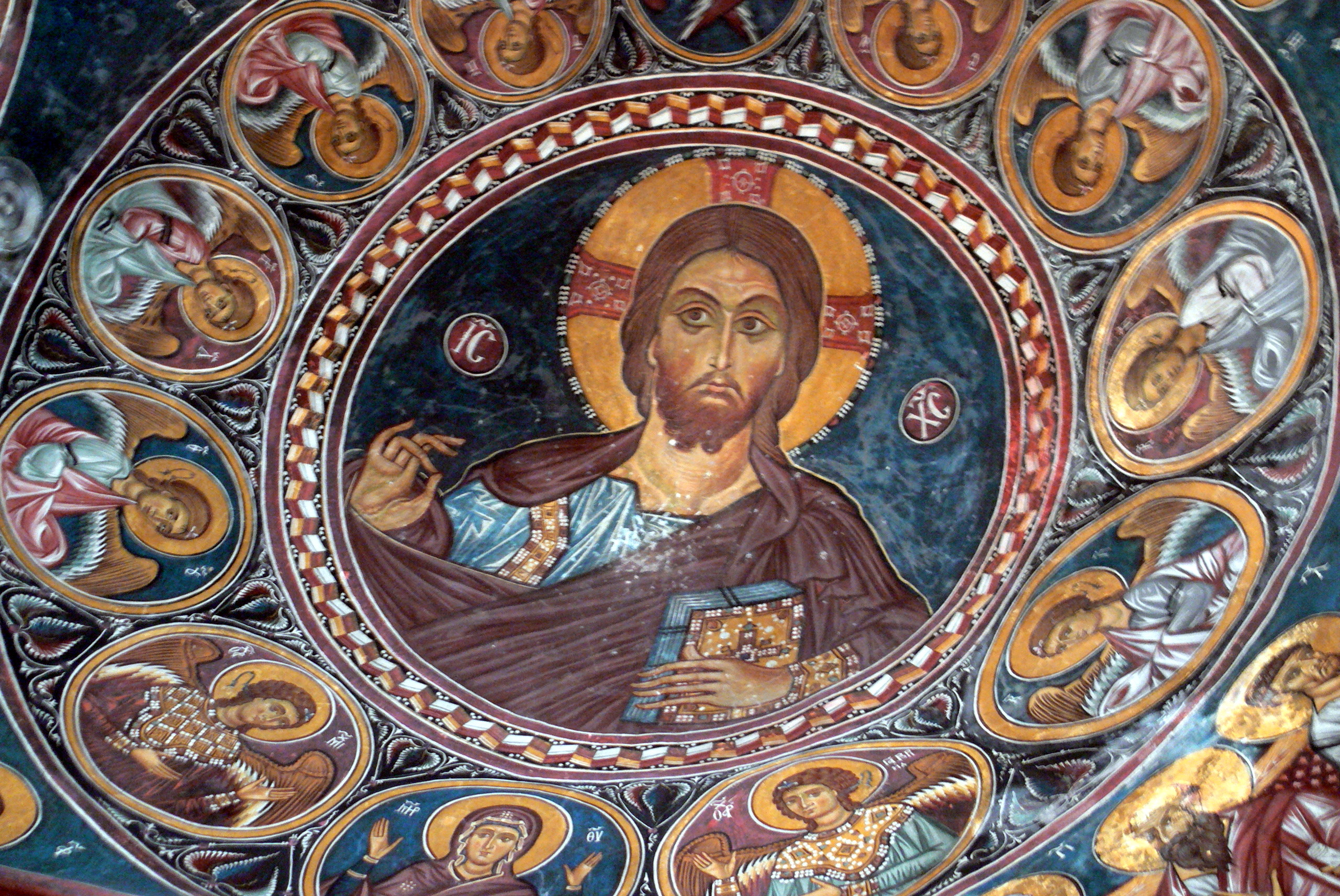
Pantocràtor de l'església d'Asínou, al Tróodos

| Índex A B C D E F G H I J K L M N O P Q R S T U V W X Y Z |

### A

#### Afganistan
- 2002: El minaret i els vestigis arqueològics de Jam.∗
- 2003: El paisatge cultural i els vestigis arqueològics de la vall de Bamian inclosos els Budes de Bamian.∗

#### Aràbia Saudita
- 2008: El recinte arqueològic d'al-Hijr o Meda'in Saleh.
- 2010: El districte d'at-Turaif a ad-Dir'iyah.
- 2014: Centre històric de Jedda, Porta de la Meca.
- 2015: L'art rupestre de la regió de Ha'il.
- 2018: L'oasi d'Al-Hassà, paisatge cultural en evolució.

#### Armènia
- 1996 i 2000: Els monestirs d'Haghbat i Sanahín.
- 2000: Catedral i esglésies d'Edjmiatsín i jaciment arqueològic de Zvartnots.
- 2000: El Monestir de la Llança i l'alta vall de l'Azat.

#### Austràlia
- 1981: La Gran Barrera de Corall, davant les costes de Queensland.
- 1981, 1987 i 1992: el parc nacional de Kakadu, al Territori del Nord.
- 1981: La regió dels llacs de Willandra, a Nova Gal·les del Sud.
- 1982: L'illa de Lord Howe.
- 1982 i 1989: La reserva natural de Tasmània
- 1986 i 1994: les selves tropicals de Gondwana, a Nova Gal·les del Sud i Queensland (inclou, entre d'altres, els parcs nacionals de Lamington, Springbrook, Mount Barney, Main Range i Dorrigo).
- 1987 i 1994: El parc nacional d'Ulurú - Kata Tjuta, al Territori del Nord.
- 1988: Els tròpics humits de Queensland (inclou, entre d'altres, els parcs nacionals de Cedar Bay, Daintree, Endeavour River, Girringun i Wooroonooran).
- 1991: La Badia dels Taurons, a Austràlia Occidental.
- 1992: L'illa Fraser, a Queensland.
- 1994: Els jaciments de fòssils de mamífers d'Austràlia, a Riversleigh (parc nacional de Boodjamulla, Queensland) i Naracoorte (Austràlia Meridional).
- 1997: L'illa Macquarie.
- 1997: Les illes de Heard i McDonald.
- 2000: La regió de les Blue Mountains, a Nova Gal·les del Sud.
- 2003: El Parc Nacional de Purnululu, a Austràlia Occidental.
- 2004: El Royal Exhibition Building i els Carlton Gardens de Melbourne, a l'estat de Victòria.
- 2007: El Palau de l'Òpera de Sydney, a Nova Gal·les del Sud.
- 2010: Les colònies penitenciàries australianes (inclou 11 colònies repartides per Nova Gal·les del Sud, l'illa Norfolk, Tasmània i Austràlia Occidental).
- 2011: La costa de Ningaloo, a Austràlia Occidental.

#### Azerbaidjan
- 2000: La ciutat fortificada de Bakú, amb el palau dels Xirvanxàs i la torre de la Donzella.
- 2007: El paisatge cultural d'art rupestre de Qobustan.

### B

#### Bahrain
- 2000: Qal'at al-Bahrain, antic port i capital de Dilmun.
- 2012: Indústria perlífera tradicional, testimoni d'una economia tradicional

#### Bangladesh
- 1985: Les ruïnes del Vihara budista de Paharpur.
- 1985: La històrica ciutat mesquita de Bagerhat.
- 1997: Els Sundarbans.

#### Birmània
- 2014: Les antigues ciutats pyu.

### C

#### Cambodja
- 1992: Les ruïnes d'Angkor.
- 2008: El temple de Preah Vihear.
- 2017: La zona dels temples de Sambor Prei Kuk, jaciment arqueològic de l'antiga Ishanapura.

#### Corea del Nord
- 2004: Conjunt de tombes de Koguryö.
- 2013: Monuments i llocs històrics a Kaesong.

#### Corea del Sud
- 1995: La cova de Seokguram i el temple de Bulguksa.
- 1995: El santuari de Jongmyo.
- 1995: El temple de Haeinsa, amb el complex del Janggyeong Panjeon i les tauletes del Tripitaka Coreana.
- 1997: El conjunt del palau de Changdeokgung.
- 1997: La fortalesa de Hwaseong, a Suwon.
- 2000: Les zones de dòlmens de Gochang, Hwasun i Ganghwa.
- 2000: Les àrees històriques de Gyeongju.
- 2007: L'illa volcànica i els túnels de lava de Jeju.
- 2009: Les tombes reials de la dinastia Joseon.
- 2010: Els pobles històrics de Corea: Hahoe i Yangdong.
- 2014: Namhansanseong.
- 2015: Les àrees històriques del regne de Baekje.

### E

#### Emirats Àrabs Units
- 2011: El jaciment arqueològic d'al-Ain.

#### Estats Federats de Micronèsia
- 2016: Nan Madol, centre cerimonial de la Micronèsia oriental.

### F

#### Federació Russa
Vegeu: Rússia

#### Filipines
- 1993: Les esglésies barroques de les Filipines (inclou San Agustín de Manila, Nuestra Señora de la Asunción de Santa Maria, San Agustín de Paoay i Santo Tomás de Villanueva de Miagao).
- 1993 i 2009: El Parc Nacional dels esculls de Tubbataha.
- 1995: Les terrasses arrosseres de Banaue a les filipines.
- 1999: El Parc Nacional del riu subterrani de Puerto Princesa.
- 1999: La ciutat històrica de Vigan.
- 2014: Santuari de fauna i flora salvatge de la cadena muntanyosa d'Hamiguitan.

#### Fidji
- 2013: Ciutat portuaria històrica de Levuka.

### G

#### Galápagos
Vegeu: Illes Galápagos

#### Geòrgia
- 1994: La catedral de Bagrati, a Kutaisi, i el monestir de Guelati.∗
- 1994: Els monuments històrics de Mtskheta.∗
- 1996: L'Alta Svanètia.

### H

#### Hawaii
Vegeu: Illes Hawaii

### I

#### Iemen
- 1982: La ciutat antiga emmurallada de Xibam.
- 1986: La ciutat vella de Sanà.
- 1993: La ciutat històrica de Zabid.∗
- 2008: L'arxipèlag de Socotra.

#### Illa de Pasqua
- 1995: El Parc Nacional de Rapa Nui.

Vegeu també: Llista del Patrimoni de la Humanitat a Xile

#### Illes Galápagos
- 1978 i 2001: Les illes Galápagos.

Vegeu també: Llista del Patrimoni de la Humanitat a l'Equador

#### Illes Hawaii
- 1987: El Parc Nacional dels volcans de Hawaii.
- 2010: Papahānaumokuākea.

Vegeu també: Llista del Patrimoni de la Humanitat als Estats Units d'Amèrica

#### Illes Marshall
- 2010: L'atol de Bikini.

#### Illes Pitcairn
- 1988: L'illa Henderson.

Vegeu també: Llista del Patrimoni de la Humanitat al Regne Unit

#### Illes Salomó
Vegeu: Salomó

#### Índia
- 1983: El Fort d'Agra, a Uttar Pradesh.
- 1983: Les coves d'Ajanta, a Maharashtra.
- 1983: Les coves d'Ellora, a Maharashtra.
- 1983: El Taj Mahal, a Agra, Uttar Pradesh.
- 1984: El conjunt de monuments de Mahabalipuram, a Tamil Nadu.
- 1984: El temple del Sol de Konark, a Orissa.
- 1985: El Parc Nacional de Kaziranga, a Assam.
- 1985: El Parc Nacional de Keoladeo, al Rajasthan.
- 1985: La reserva de fauna salvatge de Manas, a Assam.∗
- 1986: Les esglésies i els convents de Goa.
- 1986: El conjunt monumental de Hampi, a Karnataka.
- 1986: El conjunt monumental de Khajuraho, a Madhya Pradesh.
- 1986: L'antiga ciutat de Fatehpur Sikri, a Uttar Pradesh.
- 1987: El conjunt de monuments de Pattadakal, a Karnataka.
- 1987: Les coves d'Elephanta, a Maharashtra.
- 1987 i 2004: Els Grans Temples Vivents de la dinastia Chola, a Tamil Nadu.
- 1987: El Parc Nacional dels Sundarbans, a la Bengala Occidental.
- 1988 i 2005: Els parcs nacionals de Nanda Devi i de la vall de les Flors, a Uttaranchal.
- 1989: Els monuments budistes de Sanchi, a Madhya Pradesh.
- 1993: El Qutab Minar i els seus monuments, a Delhi.
- 1993: La tomba de Humayun, a Delhi.
- 1999, 2005 i 2008: Els ferrocarrils de muntanya de l'Índia.
- 2002: El conjunt del temple de Mahabodhi de Bodh Gaya, a Bihar.
- 2003: Els abrics rupestres de Bhimbetka, a Madhya Pradesh.
- 2004: L'estació Chhatrapati Shivaji (antiga estació Victòria) de Mumbai, a Maharashtra.
- 2004: El parc arqueològic de Champaner-Pavagadh, a Gujarat.
- 2007: El conjunt del Fort Vermell, a Delhi.
- 2010: El Jantar Mantar, a Jaipur.
- 2012: Les reserves naturals dels Ghats Occidentals.
- 2013: Els forts dels turons del Rajasthan.
- 2014: Rani-ki-Vav, el pou escalonat de la Reina, a Patan.
- 2014: El Parc Nacional del Gran Himàlaia, a Himachal Pradesh.
- 2016: L'obra arquitectònica de Le Corbusier (compartit amb França, Alemanya, Argentina, Bèlgica, Japó i Suïssa).
- 2016: El jaciment arqueològic del Mahavihara (o universitat) de Nalanda, a Bihar.
- 2016: El parc nacional del Kanchenjunga, a Sikkim.

#### Indonèsia
- 1991: El conjunt de Borobudur, a Java.
- 1991: El conjunt de Prambanan, a Java.
- 1991: El Parc Nacional de Komodo, a les illes Petites de la Sonda.
- 1991: El parc nacional d'Ujung Kulon, a Java.
- 1996: El jaciment arqueològic dels primers homes de Sangiran, a Java.
- 1999: El Parc Nacional de Lorentz, a Papua.
- 2004: El patrimoni de la selva tropical de Sumatra, que inclou els parcs nacionals de Gunung Leuser, Kerinci Seblat i Bukit Barisan Selatan.*
- 2012: El paisatge cultural de Bali: el sistema de reg Subak com a manifestació de la filosofia Tri Hita Karana.

#### Iran
- 1979: La plaça Naqsh-e Jahan, a Esfahan.
- 1979: Persèpolis.
- 1979: Els zigurats de Choqa Zanbil.
- 2003: Les ruïnes de Takht-e Soleyman.
- 2004: Bam i el seu paisatge cultural.∗
- 2004: Pasàrgada.
- 2005: El mausoleu de Soltaniyeh.
- 2006: La inscripció de Behistun.
- 2008: Els conjunts monàstics armenis de l'Iran.
- 2009: El sistema hidràulic històric de Shushtar.
- 2010: El complex del Khānegāh i del santuari del xeic Safi al-Din Ardabili a Ardabil.
- 2010: El conjunt del basar històric de Tabriz.
- 2011: Els jardins perses.
- 2012: La mesquita aljama d'Esfahan.
- 2012: Gonbad-e Qabus.
- 2013: El palau de Golestan.
- 2014: Xahr-i Sokhta.
- 2015: Susa.
- 2015: El paisatge cultural de Maymand.
- 2016: El qanat persa.
- 2016: El desert de Lut.
- 2017: La ciutat històrica de Yezd

#### Iraq
- 1985: Les ruïnes de Hatra.
- 2003: El jaciment arqueològic d'Assur, o Qal'at Cherqat.∗
- 2007: La ciutat arqueològica de Samarra.∗
- 2014: La ciutadella d'Arbela.
- 2016: L'Ahwar del sud de l'Iraq: el refugi de biodiversitat dels aiguamolls mesopotàmics i el paisatge arqueològic de les ciutats sumèries d'Uruk, Ur i Èridu.

#### Israel
- 2001: Les ruïnes de Masada.
- 2001: La ciutat antiga de Sant Joan d'Acre.
- 2003: La Ciutat Blanca de Tel-Aviv i el moviment modern.
- 2005: Ruta de l'encens - ciutats del desert del Nègueb.
- 2005: Els tells bíblics de Meguidó, Hassor i Beerxeva.
- 2008: Els llocs sagrats bahà'ís de Haifa i la Galilea occidental.
- 2012: Llocs de l'evolució humana al mont Carmel: les coves de Nahal Me'arot o Uadi el-Mughara.
- 2014: Les coves de Mareshah i Beit Guvrin a les terres baixes de Judea: microcosmos rupestre.
- 2015: La necròpolis de Bet Xearim.

Vegeu també: Jerusalem

### J

#### Japó
- 1993: El Castell Himeji.
- 1993: Els monuments budistes de la regió de Hōryū-ji.
- 1993: El bosc de Shirakami-Sanchi.
- 1993: L'illa de Yakushima.
- 1994: Els monuments històrics de l'antiga Kyoto, amb les ciutats de Kyoto, Uji i Otsu.
- 1995: Les Viles històriques de Shirakawa-go i Gokayama.
- 1996: El Memorial de la Pau d'Hiroshima, o Genbaku Dome.
- 1996: El santuari xintoista d'Itsukushima.
- 1998: Els monuments històrics de l'antiga Nara.
- 1999: Els santuaris i temples de Nikkō.
- 2000: Les fortaleses (Gusuku) i els béns associats del regne de les illes Ryukyu.
- 2004: Els llocs sagrats i els camins de pelegrinatge de les muntanyes de Kii.
- 2005: El parc nacional de Shiretoko.
- 2007: La mina de plata d'Iwami Ginzan i el seu paisatge cultural.
- 2011: Les illes Ogasawara.
- 2011: Els temples i monuments històrics de Hiraizumi.
- 2013: Fujisan, lloc sagrat i font d'inspiració artística.
- 2014: La fàbrica de seda de Tomioka i els indrets relacionats.
- 2015: Llocs de la revolució industrial de l'era Meiji al Japó: siderúrgia, construccions navals i extracció d'hulla.
- 2016: L'obra arquitectònica de Le Corbusier (compartit amb França, Alemanya, Argentina, Bèlgica, Índia, Japó i Suïssa).

#### Jerusalem
- 1981: La ciutat antiga de Jerusalem i les muralles.∗

(La ciutat antiga de Jerusalem és a la part oriental de la ciutat, que està sota control israelià des del 1967, però no és reconeguda com a territori d'Israel per les Nacions Unides ni per molts estats del món. Aquest bé cultural fou proposat a la candidatura com a Patrimoni de la Humanitat el 1981 per part de Jordània, que va retirar la seva reclamació de sobirania sobre la ciutat el 1988.)

#### Jordània
- 1985: Les ruïnes de Petra.
- 1985: El castell de Quseir Amra.
- 2004: El jaciment arqueològic d'Um er-Rasas, o Kastrom Mefa'a.
- 2011: Wadi Rum.
- 2015: El lloc del Baptisme de Jesús, conegut com a «Betània enllà del Jordà» (al-Maghtas).

Vegeu també: Jerusalem

### K

#### Kazakhstan
- 2003: El mausoleu d'Ahmad Yasawi a Türkistan.
- 2004: Els petroglifs del paisatge arqueològic de Tamgaly.
- 2008: Sariarkhà, les estepes i els llacs del Kazakhstan septentrional.
- 2014: La Ruta de la Seda: la xarxa viària del corredor Chang'an-Tianshan (compartit amb el Kirguizstan i la Xina).
- 2016: El Tianshan Occidental (compartit amb el Kirguizstan i l'Uzbekistan).

#### Kirguizstan
- 2009: La muntanya sagrada de Sulamain-Too, a la vall de Ferganà.
- 2014: La Ruta de la Seda: la xarxa viària del corredor Chang'an-Tianshan (compartit amb el Kazakhstan i la Xina).
- 2016: El Tianshan Occidental (compartit amb el Kazakhstan i l'Uzbekistan).

#### Kiribati
- 2010: L'Àrea protegida de les illes Fènix.

### L

#### Laos
- 1995: La ciutat de Luang Prabang.
- 2001: Vat Phou i els antics establiments associats del paisatge cultural de Champasak.

#### Líban
- 1984: Les ruïnes d'Anjar.
- 1984: Les ruïnes de Baalbek.
- 1984: Les ruïnes de Biblos.
- 1984: Les ruïnes de Tir.
- 1998: La vall Qadisha (o Vall Santa) i el bosc dels Cedres de Déu (Horsh Arz el-Rab).

### M

#### Malàisia
- 2000: El Parc Nacional del Kinabalu, a Sabah.
- 2000: El Parc Nacional del Gunung Mulu, a Sarawak.
- 2008: Malaca i George Town (Penang), ciutats històriques de l'estret de Malaca.
- 2012: El patrimoni arqueològic prehistòric de la vall de Lenggong.

#### Micronèsia
Vegeu: #Estats Federats de Micronèsia

#### Mongòlia
- 2003: La conca de l'Uvs Nuur (compartit amb la Federació Russa).
- 2004: El paisatge cultural de la vall de l'Orkhon.
- 2011: El conjunt de petroglifs de l'Altai mongol.
- 2015: La muntanya Burkhan Khaldun i el paisatge sagrat circumdant.

### N

#### Nepal
- 1979: El Parc Nacional del Sagarmatha, que inclou l'Everest.
- 1979 i 2006: La vall de Katmandú.
- 1984: El Parc Nacional de Chitwan.
- 1997: Lumbini, lloc de naixement del Buda.

#### Nova Caledònia
- 2008: Les llacunes dels atols de Nova Caledònia: la diversitat dels esculls coral·lins i dels ecosistemes associats.

Vegeu també: Llista del Patrimoni de la Humanitat a França

#### Nova Zelanda
- 1990 i 1993: El Parc Nacional de Tongariro.
- 1984: Te Wahipounamu, la zona sud-oest de Nova Zelanda (inclou els parcs nacionals del mont Cook o Aoraki, Westland Tai Poutini, Mount Aspiring i Fiordland).
- 1984: Les illes subantàrtiques de Nova Zelanda (inclou les illes Snares, Bounty, Antípodes, Auckland i Campbell).

### O

#### Oman[1]
- 1987: El fort de Bahla.
- 1988: Els jaciments arqueològics de Bat, al-Khutm i al-Ayn.
- 2000: La Terra de l'Encens.
- 2006: Els sistemes de reg aflaj d'Oman.
- 2018: Antiga ciutat de Kalhat.

### P

#### Pakistan
- 1980: Les ruïnes arqueològiques de Mohenjo-Daro.
- 1980: Les ruïnes budistes de Takht-i-Bahi i les restes de la ciutat veïna de Sahr-i-Bahlol.
- 1980: Les ruïnes de Tàxila.
- 1981: El fort i els jardins de Shalimar, a Lahore.∗
- 1981: Els monuments històrics de Thatta. Vegeu Makli Hill.
- 1997: El fort de Rohtas.

#### Palau
- 2012: Les illes Rock.

#### Palestina
- 2012: El lloc de naixement de Jesús: l'església de la Nativitat i la ruta de pelegrinatge a Betlem.
- 2014: Palestina: terra d'oliveres i vinyes. Paisatge cultural del sud de Jerusalem, Battir.

#### Papua Nova Guinea
- 2008: El jaciment arqueològic agrícola de Kuk.

#### Pitcairn
Vegeu: Illes Pitcairn

### Q

#### Qatar
- 2013: Jaciment arqueològic d'Al Zubarah

### R

#### República de Corea
Vegeu: Corea del Sud

#### República Democràtica Popular de Corea
Vegeu: Corea del Nord

#### República Popular de la Xina
Vegeu: Xina

#### Rússia(part asiàtica)
- 1996: El llac Baikal.
- 1996 i 2001: Els volcans de Kamtxatka.
- 1998: Les muntanyes daurades de l'Altai.
- 2001: El Sikhoté-Alín central.
- 2003: La conca de l'Uvs Nuur (compartit amb Mongòlia).
- 2004: El sistema natural de la reserva de l'illa de Wrangel.
- 2010: L'altiplà de Putorana.
- 2012: El parc natural dels Pilars del Lena, a Sakhà.

Vegeu també: Llista del Patrimoni de la Humanitat a la Rússia europea

### S

#### Salomó
- 1998: La part oriental de l'illa Rennell.

#### Singapur
- 2015: Jardí Botànic de Singapur

#### Síria
- 1979: La ciutat antiga de Damasc.*
- 1980: La ciutat antiga de Bosrà.*
- 1980: Les ruïnes de Palmira.*
- 1986: La ciutat antiga d'Alep.*
- 2006: Krak dels Cavallers i Qal'at Salah el-Din, la fortalesa de Saladí.*
- 2011: Antigues ciutats del nord de Síria*

#### Sri Lanka
- 1982: La ciutat històrica de Polonnaruwa.
- 1982: La ciutat antiga de Sigiriya.
- 1982: La ciutat santa d'Anuradhapura.
- 1988: La reserva forestal de Sinharaja.
- 1988: La ciutat vella de Galle i les seves fortificacions.
- 1988: La ciutat santa de Kandy.
- 1991: El temple d'Or de Dambulla.
- 2010: Els altiplans centrals de Sri Lanka.

### T

#### Tadjikistan
- 2010: El jaciment protourbà de Sarazm.
- 2014: El Parc Nacional Tajik.

#### Tailàndia
- 1991: Les reserves de fauna salvatge de Thungyai Naresuan i Huai Kha Khaeng.
- 1991: La ciutat històrica de Sukhothai i les ciutats històriques associades.
- 1991: La ciutat històrica d'Ayutthaya.
- 1992: El jaciment arqueològic de Ban Chiang.
- 2005: El complex forestal de les muntanyes de Dong Phayayen i el parc Nacional de Khao Yai.

#### Turkmenistan
- 1999: El parc nacional històric i cultural de l'antiga Merv.
- 2005: Les ruïnes de Köneürgenç.
- 2007: Les fortaleses partes de Nisa.

#### Turquia(part asiàtica)
Turquia té 16 llocs inscrits a la llista del Patrimoni de la Humanitat i es troba a la regió d'Europa i Amèrica del Nord segons la classificació de la UNESCO. De tots aquests, 15 es troben a la part asiàtica i només dos a l'europea.
- 1985: La gran mesquita i l'hospital de Divriği.
- 1985: El Parc Nacional de Göreme i els jaciments rupestres de la Capadòcia.
- 1986: Hattusa, la capital hitita.
- 1987: El Nemrut Dağı.
- 1988: Pamukkale i les ruïnes de Hieràpolis.
- 1988: Xanthos i el Letòon, o santuari de Leto.
- 1994: La ciutat de Safranbolu.
- 1998: El jaciment arqueològic de Troia.
- 2012: El jaciment neolític de Çatalhöyük.
- 2014: Bursa i Cumalıkızık: el naixement de l'Imperi Otomà.
- 2014: Pèrgam i el seu paisatge cultural.
- 2015: La fortalesa de Diyarbakır i el paisatge cultural dels jardins de Hevsel.
- 2015: Efes.
- 2016: El jaciment arqueològic d'Aní.

Vegeu també: Llista del Patrimoni de la Humanitat a la Turquia europea

### U

#### Uzbekistan
- 1990: La ciutat emmurallada (Ichan Qala) de Khivà.
- 1993: El centre històric de Bukharà.
- 2000: El centre històric de Shahrisabz.
- 2001: Samarcanda, cruïlla de cultures.
- 2016: El Tianshan Occidental (compartit amb el Kazakhstan i el Kirguizstan.

### V

#### Vanuatu
- 2008: Els dominis del cap melanesi Roy Mata.

#### Vietnam
- 1993: El conjunt monumental de Huế.
- 1993: La badia de Hạ Long.
- 1993: El santuari de Mỹ Sơn.
- 1993: La ciutat vella de Hội An.
- 1993: El Parc Nacional de Phong Nha – Kẻ Bàng.
- 2010: El sector central de la ciutat imperial de Thăng Long, a Hanoi.
- 2011: La Ciutadella de la dinastia Hồ.
- 2014: Complex paisatgístic de Tràng An.

### X

#### Xina
- 1987: Les coves de Mogao a Dunhuang, a la província de Gansu.
- 1987: La Gran Muralla Xinesa.
- 1987: El Mausoleu de Qin Shi Huang amb els guerrers de terracota a Xi'an, a la província de Shaanxi.
- 1987: El Mont Tai, a la província de Shandong.
- 1987 i 2004: Els palaus imperials de les dinasties Ming i Qing a Pequín (la Ciutat Prohibida) i a Shenyang (palau de Mukden).
- 1987: El jaciment prehistòric de l'home de Pequín a Zhoukoudian, al municipi de Pequín.
- 1990: Les muntanyes Huangshan, a la província d'Anhui.
- 1992: La regió d'interès panoràmic i històric de Huanglong, a la província de Sichuan.
- 1992: La regió d'interès panoràmic i històric de la vall de Jiuzhaigou, a la província de Sichuan.
- 1992: La regió d'interès panoràmic i històric de Wulingyuan, a la província de Hunan.
- 1994: El conjunt de construccions antigues de les muntanyes de Wudang, a la província de Hubei.
- 1994, 2000 i 2001: El conjunt històric del palau del Potala, que inclou el temple de Jokhang i el palau de Norbulingka, a Lhasa (Tibet).
- 1994: La residència de muntanya i els temples veïns de Chengde, a la província de Hebei.
- 1994: El temple i el cementiri de Confuci i la residència de la família Kong, a Qufu, a la província de Shandong.
- 1996: El parc nacional de la glaciació quaternària de Lushan, a la província de Jiangxi.
- 1996: El paisatge panoràmic de la muntanya Emei, que inclou el paisatge panoràmic del Gran Buda de Leshan, a la província de Sichuan.
- 1997 i 2000: Els jardins clàssics de Suzhou, a la província de Jiangsu.
- 1997: La ciutat vella de Lijiang, a la província de Yunnan.
- 1997: La ciutat vella de Pingyao, a la província de Shanxi.
- 1998: El Palau d'Estiu, jardí imperial de Pequín.
- 1998: El temple del Cel, altar sacrificial imperial, a Pequín.
- 1999: Les muntanyes Wuyi, a la província de Fujian.
- 1999: Les escultures excavades a la roca de Dazu, al municipi de Chongqing.
- 2000: Els pobles antics del sud d'Anhui, que inclou Xidi i Hongcun.
- 2000: Les coves de Longmen a Luoyang, a la província de Henan.
- 2000: El mont Qingcheng i el sistema de reg de Dujiangyan, a la província de Sichuan.
- 2000, 2003 i 2004: Les tombes imperials de les dinasties Ming i Qing, que inclou les tombes de la dinastia Ming i el mausoleu de Ming Xiaoling, al nord de Pequín.
- 2001: Les coves de Yungang a Datong, a la província de Shanxi.
- 2003: Les àrees protegides dels tres rius paral·lels, a la província de Yunnan.
- 2004: Les capitals i les tombes de l'antic regne de Goguryeo, a les províncies de Jilin i Liaoning.
- 2005: El centre històric de Macau.
- 2006: Les reserves del panda gegant de Sichuan.
- 2006: Les ruïnes de Yin Xu a Anyang, a la província de Henan.
- 2007: Els diaolou i els pobles de Kaiping, a la província de Guangdong.
- 2007: El karst del sud de la Xina, a les províncies de Yunnan, Guizhou i Guangxi.
- 2008: Els tulou de Fujian.
- 2008: El Parc Nacional de Sanqingshan, a la província de Jiangxi.
- 2009: El mont Wutai, a la província de Shanxi.
- 2010: Els monuments històrics de Dengfeng al «Centre del Cel i de la Terra», a la província de Henan.
- 2010: Els danxia de la Xina, a les províncies de Hunan, Guangdong, Fujian, Jiangxi, Guizhou i Zhejiang.
- 2011: El paisatge cultural del llac de l'Oest, a Hangzhou.
- 2012: Jaciment de fòssils de Chengjiang.
- 2012: El lloc històric de Xanadú, a la Mongòlia Interior.
- 2013: El Tianshan del Xinjiang.
- 2013: Paisatge cultural de les terrasses arrosseres dels hani de Honghe, a Yunnan.
- 2014: El Gran Canal de la Xina, entre Pequín i Hangzhou.
- 2014: La Ruta de la Seda: la xarxa viària del corredor Chang'an-Tianshan (compartit amb el Kazakhstan i el Kirguizstan).
- 2015: Els llocs del sistema tusi, a Hunan, Hubei i Guizhou.
- 2016: Paisatge cultural d'art rupestre de Zuojiang Huashan, a Guangxi.
- 2016: Shennongjia, a Hubei.
- 2017: Hoh Xil, a l'altiplà del Tibet-Qinghai.
- 2017: Gulangyu, a Fujian.

#### Xipre
- 1980: Pafos.
- 1985 i 2001: Les esglésies pintades de la regió de Tróodos.
- 1998: Khirokitia.